# Binnendüne

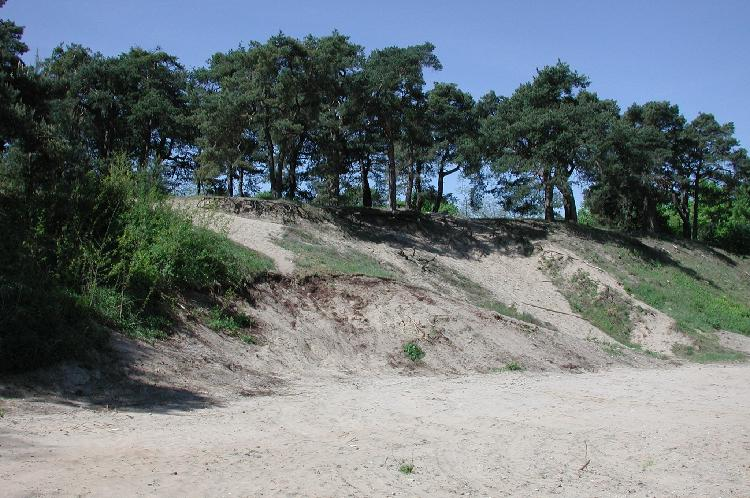
Sandhausener Binnendüne in der Oberrheinebene

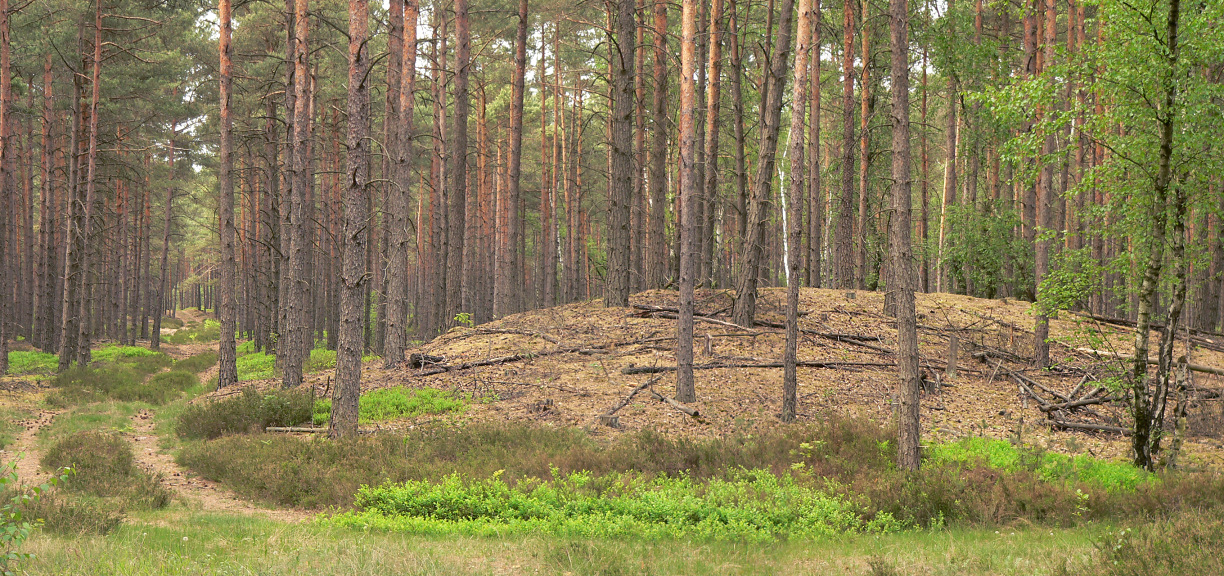
Binnendüne unter Kiefernforst im Urstromtal der Aller bei Winsen (Aller)

Binnendünen und Flugsandfelder werden in Mitteleuropa räumlich von den Küstendünen an der Nord- und Ostseeküste abgegrenzt. Sie sind vom Wind hervorgebrachte, äolische Bildungen aus Sand (Dünen). Sie wurden überwiegend unter kaltklimatischen, periglazialen Bedingungen am Ende der Weichsel- beziehungsweise Würm-Eiszeit, also vor etwas mehr als 10.000 Jahren, aufgeweht. Ihre Entwicklung in der Nacheiszeit basiert überwiegend auf dem Einfluss des Menschen.

## Entstehung der Binnendünen
In Mitteleuropa war es in der ausgehenden Weichsel- beziehungsweise Würm-Eiszeit ca. 10 Grad kälter als heute. Es gab daher keinen Baumwuchs und auch nur eine lückenhafte Vegetationsdecke in Form der Tundra. Zudem musste sich in den von den Gletschern erreichten Gebieten mit dem Rückschmelzen des Eises die Vegetation erst wieder neu etablieren. Somit konnte die Kraft der Winde nahezu ungebremst wirken. Leichte, feinkörnige Bodenpartikel, vor allem Schluff und Sand wurden von den Luftströmen erfasst, oft kilometerweit verfrachtet und an anderer Stelle wieder abgelagert. Durch die sortierende Wirkung des Windes – Schluff wird deutlich schneller transportiert als Sand – entstanden so im Laufe der Zeit vielerorts Flugsandflächen und Dünen, während der Schluff weiter transportiert wurde und, beispielsweise am Nordrand der Mittelgebirge, als Löss wieder abgelagert wurde.

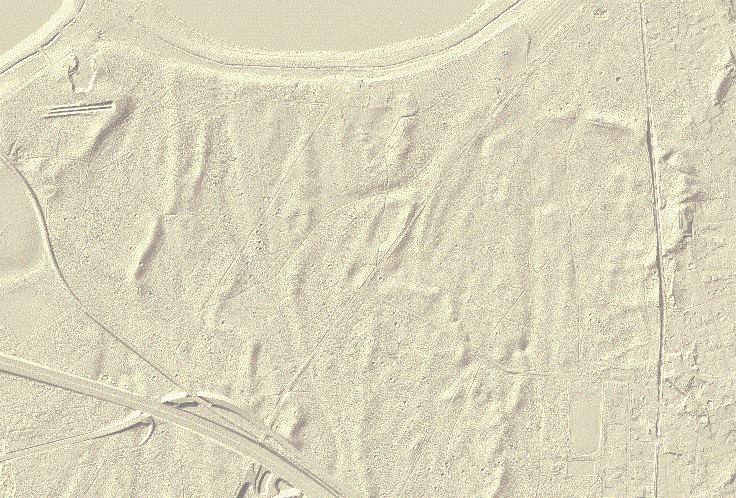
Binnendünengebiet Baerler-Busch auf einer Sand- und Kiesbank des Rhein-Urstromtales im LIDAR-Scan

Die Dünen waren bei starken Winden in der Lage, zu „wandern“. Die meisten der heute existierenden Binnendünen wurden zu dieser Zeit angelegt. Mit dem Ende der Eiszeit kam die Aktivität der Dünen infolge der Wiederbewaldung schnell zum Erliegen. Die Form der Binnendünen schwankt je nach den herrschenden Windrichtungen und -stärken. Meist handelt es sich um eher unregelmäßige Dünen oder Flugsanddecken. Es kommen aber auch sehr gut ausgebildete Parabeldünen und Längsdünen vor.
Nahezu alle jüngeren Phasen, in denen es zur Weiterentwicklung der Binnendünen kam, sind mit den Eingriffen des Menschen auf die Vegetationsdecke verbunden. Durch gewollte oder ungewollte Rodung des Waldes wurden festgelegte Binnendünen wieder aktiviert. Anhand der in den Dünen eingeschlossenen Holzkohlepartikel und ihrer Datierung mit der Radiokohlenstoffmethode konnte festgestellt werden, dass bereits mit den Siedlern der Jungsteinzeit Dünen wieder reaktiviert wurden. Aber auch in der Bronze- und Eisenzeit gab es durch den Menschen bedingte Dünenaktivität.
In Schleswig-Holstein konnten bis zu sieben Phasen der Dünenbildung und -reaktivierung nachgewiesen werden.

## Binnendünen im Mittelalter und in der Neuzeit

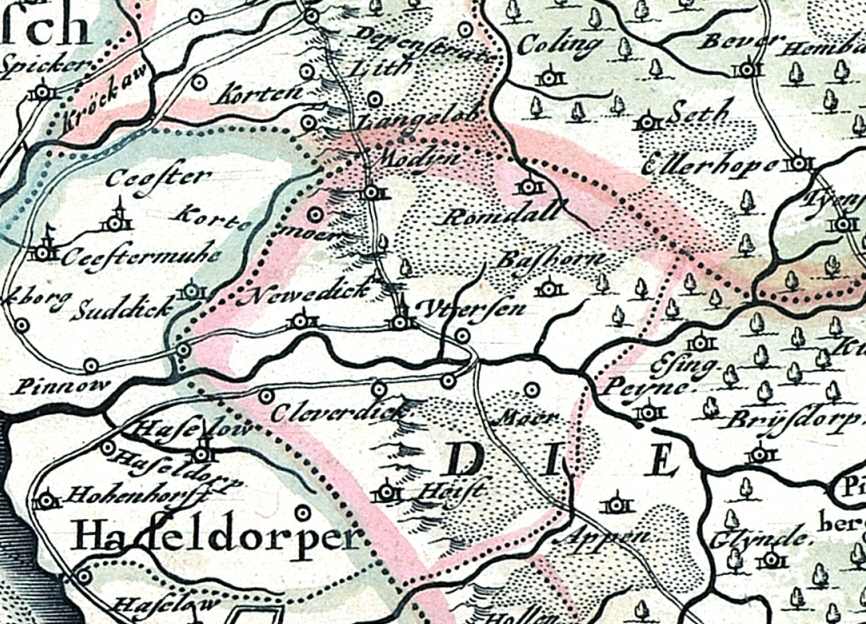
Ehemalige Binnendünenlandschaft bei Uetersen, Karte aus dem Jahr 1650

Nach der Völkerwanderungszeit begann im Mittelalter eine der Hauptphasen der Waldzerstörung und damit der Aktivierung von Dünen. Die Sandverwehungen wurden für viele Siedlungen zu einem ernsten Problem. Um ihre Weideflächen und Siedlungen vor den Sandverwehungen zu schützen, begannen die Menschen während des Mittelalters, die Dünen mit genügsamen und tiefwurzelnden Gehölzen, z. B. mit Kiefern, zu bepflanzen. Aufgrund starker Beweidung setzte sich die Aktivität der Binnendünen dennoch bis in die Neuzeit fort. Erst ab dem 18. Jahrhundert begannen systematische Aufforstungen der Dünengebiete, sodass aktuell in Deutschland nur noch ganz vereinzelt Binnendünen aktiv sind. Die Wald-Kiefer (Pinus sylvestris) ist heutzutage der charakteristische Waldbaum (Leitart) für Flugsandgebiete und Binnendünen.

## Bedeutung und Gefährdung der Binnendünen
Großflächige Sandabgrabungen für bauliche Maßnahmen (Siedlungs- und Straßenbau) sowie die seit dem 19. Jahrhundert sprunghafte Ausdehnung des Spargelanbaus und die allgemeine Zersiedelung und Verbauung der Landschaft haben in den letzten Jahrhunderten zu einem spürbaren Rückgang dieses bereits seltenen Biotoptyps geführt. Die Gefährdung ist in Deutschland regional unterschiedlich. Während es im dünnbesiedelten und sandreichen Brandenburg noch zahlreiche Trockenbiotope auf Dünen gibt, gelten sie in Nordrhein-Westfalen als extrem bedroht. Die außerhalb der Kernbereiche der Binnendünen liegenden Flugsandflächen sind aus artenschutzrechtlicher Betrachtung unbedingt schützens- und erhaltenswert.
Die hohen Temperaturen und Verdunstungsraten während der Sommermonate sowie die allgemeine Nährstoffarmut bedingen ein reiches Arteninventar an wärme- und trockenliebenden Pflanzen- und Tierarten (Sandrasenvegetation, Heuschrecken, Wildbienen).
Der sandige Boden ist nicht in der Lage, größere Mengen an Wasser zu speichern. Charakterpflanzen der Dünen sind der Sandthymian (Thymus serpyllum), das Silbergras (Corynephorus canescens), das blaugrüne Schillergras (Koeleria glauca), das Sand-Hornkraut (Cerastium semi-decandrum) und die Sand-Strohblume (Helichrysum arenarium). So erfolgreich die Dünenpflanzen auf trockenwarmen Standorten gedeihen, so wenig Chancen hätten sie auf normal durchfeuchteten Böden, wo sie der Konkurrenz schnellwüchsiger Arten stets unterliegen. Die meisten der genannten Pflanzen haben eine sehr enge ökologische Bindung an Dünen und Flugsandflächen. Die meisten Arten der Sandrasengesellschaft gelten als gefährdet und stehen durch die BArtSchV unter gesetzlichem Schutz.
Sandrasen können sich auf größeren offenen beziehungsweise unbewachsenen Sandflächen relativ rasch einstellen. Meist sind Gräser und Kräuter die Erstbesiedler, danach folgen im Laufe der Zeit an trockene Standorte angepasste Moose und Flechten. Nach mehreren Jahren erreichen diese ihre optimale Ausbreitung. Bleiben Bodenstörungen aus, werden die Sandrasen in der Situation des Klimawandels rasch in natürlicher Sukzession von Halbtrockenrasen oder von Gehölzen überwachsen. Nur an Stellen, an denen durch Tritt und Beweidung wieder offene Sandflächen entstehen, können die Pflanzengesellschaften der Sandrasenflur überleben.
Größere Dünenareale benötigen in der Regel wenig Pflege. Mittelfristig liegt der Pflegeschwerpunkt in der Vermeidung von starkem Aufwuchs von Gehölzen und Bäumen. Bewährt haben sich Maßnahmen des amtlichen und ehrenamtlichen Naturschutzes, verfilzte und verbuschte Sandrasen „abzuplaggen“, die oberste meist humöse Bodenschicht abzutragen, damit sich wieder offene Sandflächen bilden. Diese Pflegemaßnahme sollte jedoch immer unter Aufsicht fachkundiger Personen vorgenommen werden. Auf Dünenflächen, auf denen größere Kaninchenpopulationen existieren, tragen die Wildkaninchen (Oryctolagus cuniculus) durch ihr ständiges Scharren und Buddeln dazu bei, auf natürliche Art und Weise kleine Areale freizuhalten.
Im Bereich empfindlicher Flugsandfelder sollten Spaziergänger generell auf Pfaden und Wegen bleiben und keine Abfälle in der freien Landschaft zurücklassen (Nährstoffeintrag). Hundekot ist in diesem Zusammenhang eine Gefahr für die Sandrasengesellschaften.

## Binnendünengebiete in Deutschland
Die flächenmäßig größten Binnendünengebiete gibt es, bedingt durch die sandreichen Ablagerungen der pleistozänen Vergletscherungen, in Norddeutschland. Die Verteilung ist regional unterschiedlich und kann kleinräumig wechseln. Als ausgesprochen dünenreich gelten Sander und trockene Urstromtäler. Es ist dabei unerheblich, ob sie im Alt- oder Jungmoränengebiet liegen. Bekannte dünenreiche Landschaften sind unter anderem die Lüneburger Heide und das südliche Brandenburg, beispielsweise mit der Binnendüne Waltersberge. Am Niederrhein finden sich kleinere Binnendünengebiete des Rhein-Urstromtales, beispielsweise mit den Wisseler Dünen oder dem Baerler-Busch.
Eine der letzten aktiven Wanderdünen im deutschen Binnenland gibt es im Naturpark Nuthe-Nieplitz in Brandenburg. Auf einem ehemaligen sowjetischen Truppenübungsplatz, dem gesperrten Naturschutzgebiet Forst Zinna Jüterbog-Keilberg, wurde die Düne durch Waldbrände aufgrund der militärischen Nutzung der GSSD wieder reaktiviert und ist noch aktiv. Ihre (allerdings illegale) Nutzung als Crossstrecke für Fahrräder und zum Teil Motorräder verhindert effektiv ihren Wiederbewuchs. Als größte aktive Wanderdüne gilt die am Fuchsberg bei Gommern in Sachsen-Anhalt befindliche Düne, die durch Abgrabungen bereits erheblich von ihrer Größe eingebüßt hat.
In der Oberrheinischen Tiefebene erstreckt sich ein etwa 130 Kilometer langes Band von Dünenflächen von Rastatt bis Mainz. Hier stehen verschiedene Binnendünen unter Naturschutz wie die Schwanheimer Düne, Sandhausener Dünen oder der Mainzer Sand. Dünen mit bis zu etwa 20 Meter Höhe gibt es in den Iffezheimer Sanddünen, der Hockenheimer Hardt sowie im Schwetzinger Sand. Die mächtigsten Binnendünen befinden sich im Gebiet der Oftersheimer Dünen und dem Standortübungsplatz Speyer.

Beispiele für Binnendünen in Deutschland
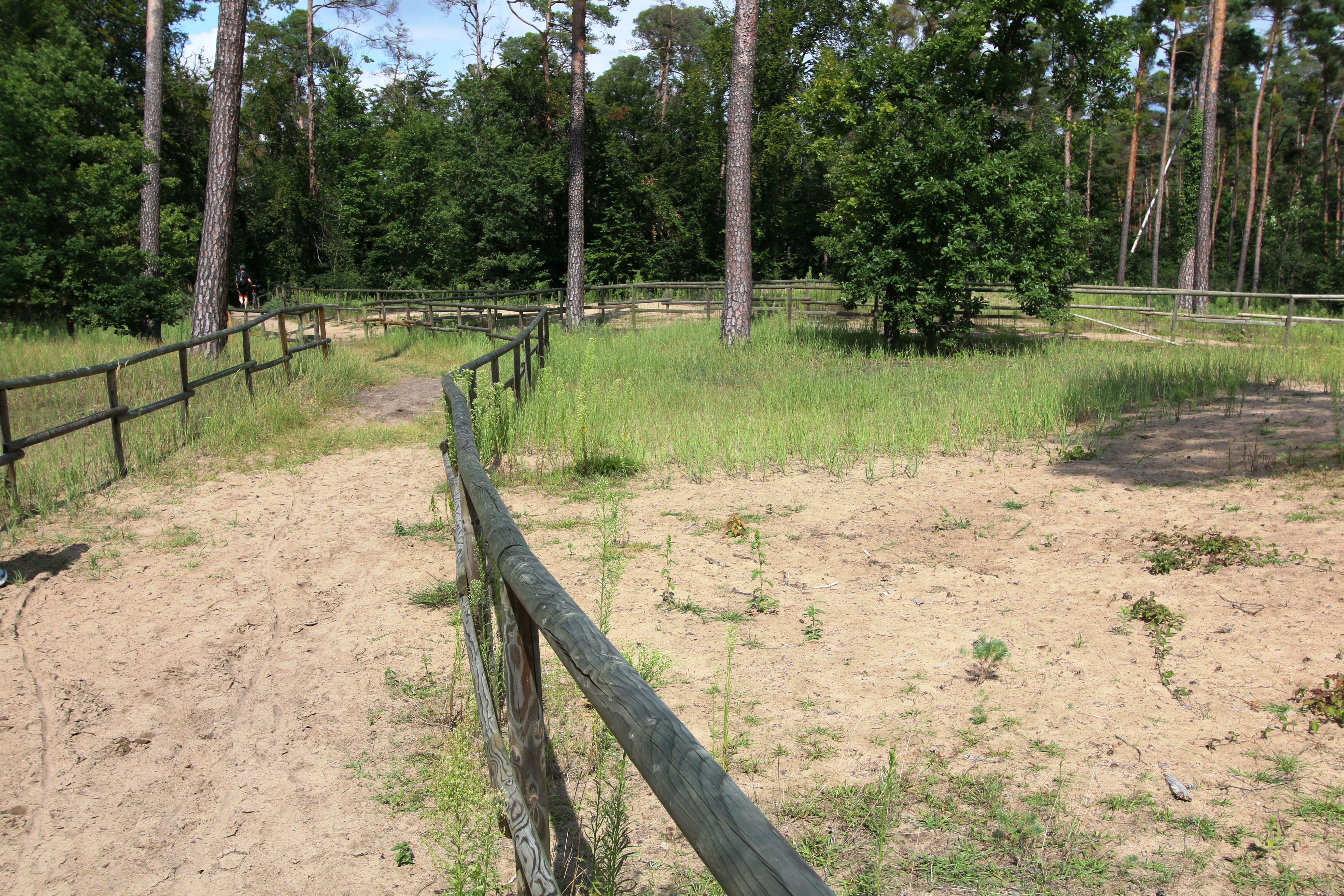
Binnendüne Maulbeerbuckel bei Walldorf (Rhein-Neckar-Kreis)
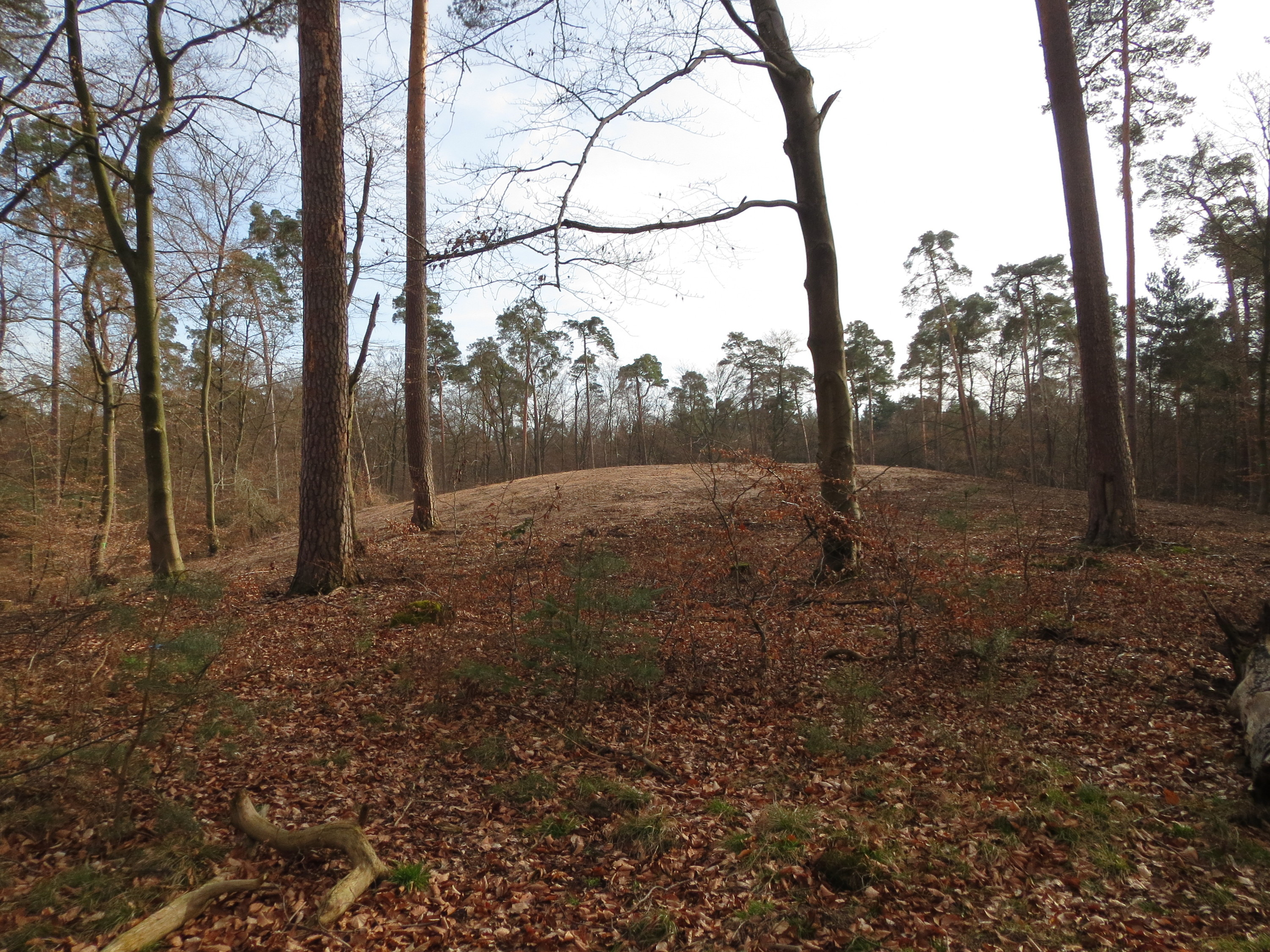
Saupferchbuckeldüne (Rhein-Neckar-Kreis)
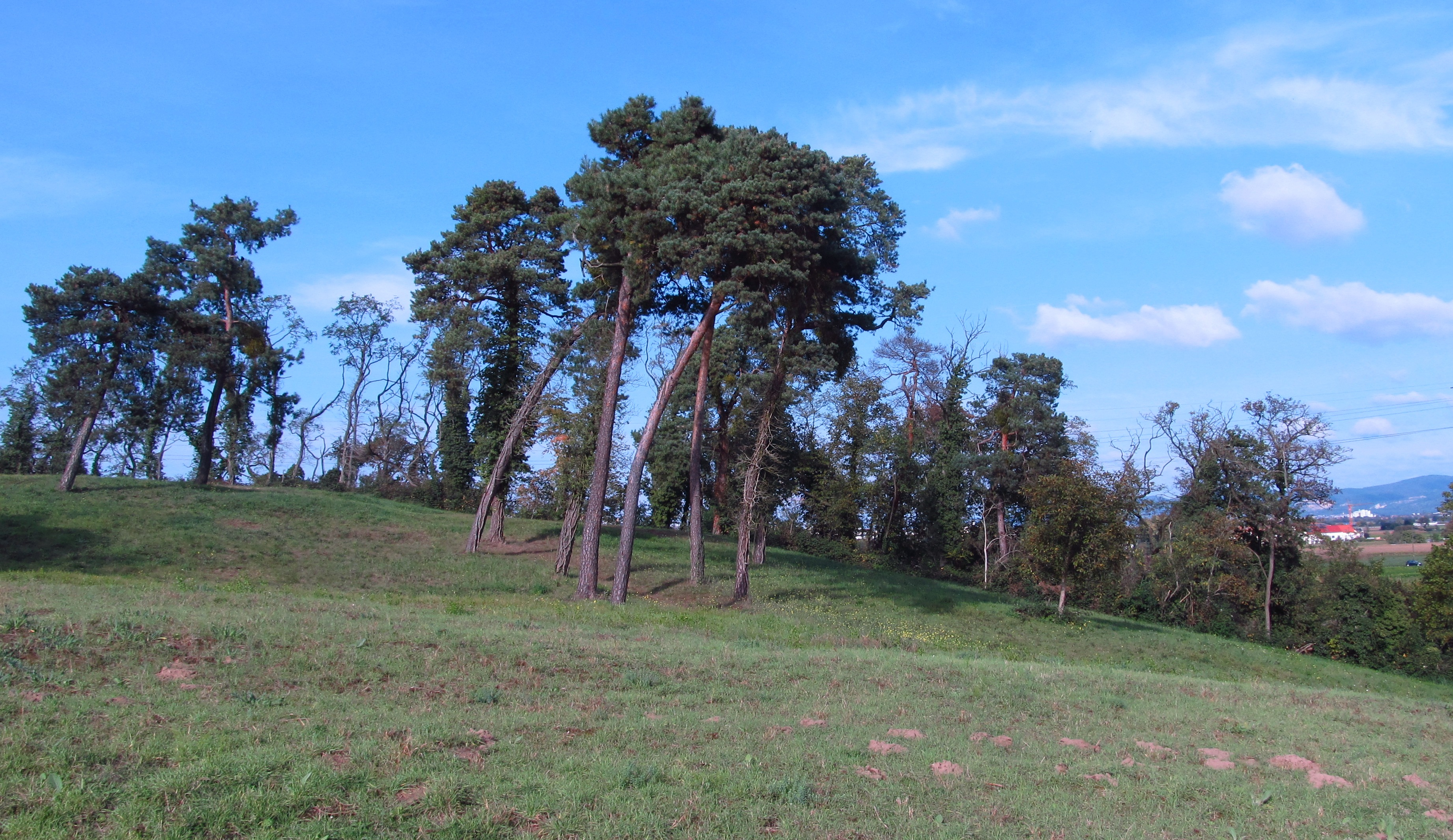
Binnendüne Friedenshöhe, NSG Oftersheimer Dünen (Rhein-Neckar-Kreis)
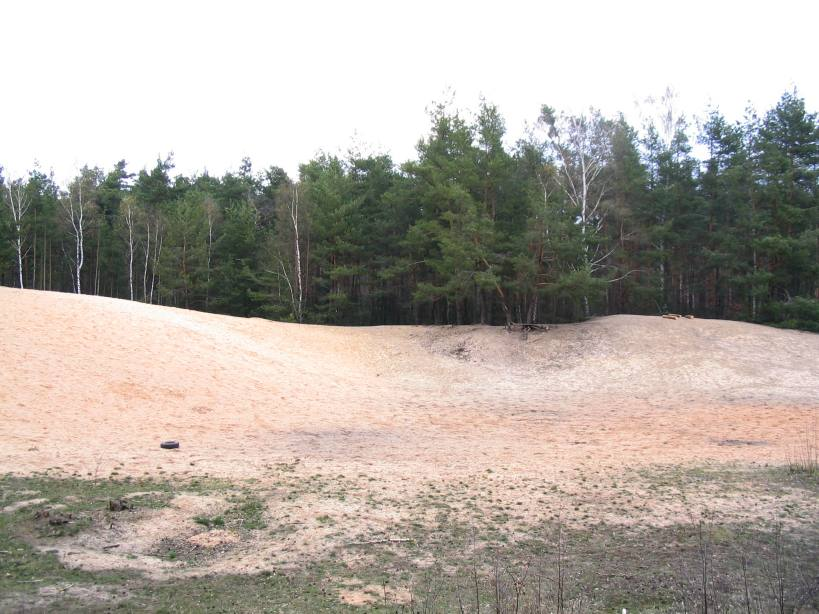
Binnendüne in Norden von Nürnberg (Erlenstegener Forst)
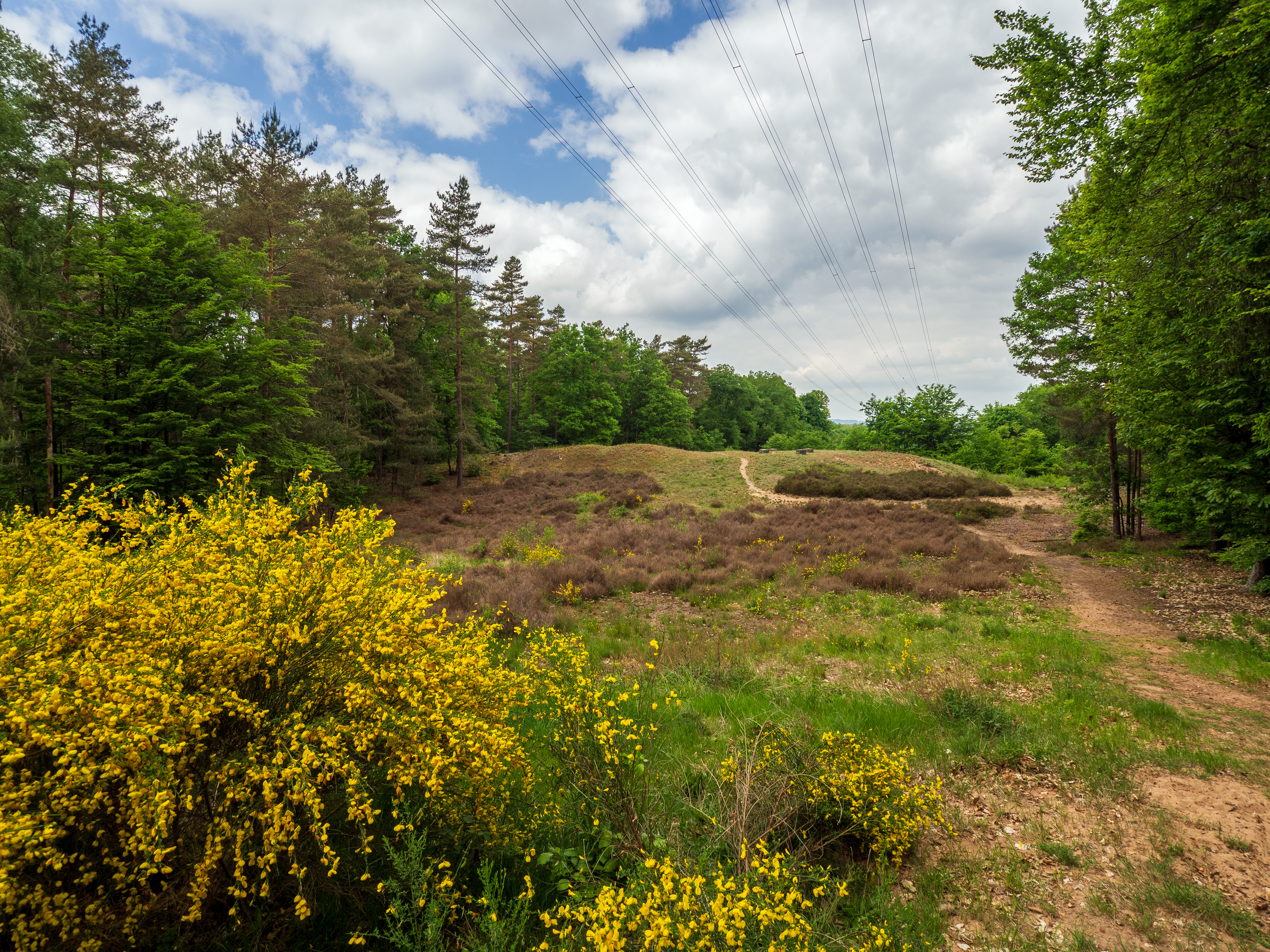
Binnendüne bei Homburg
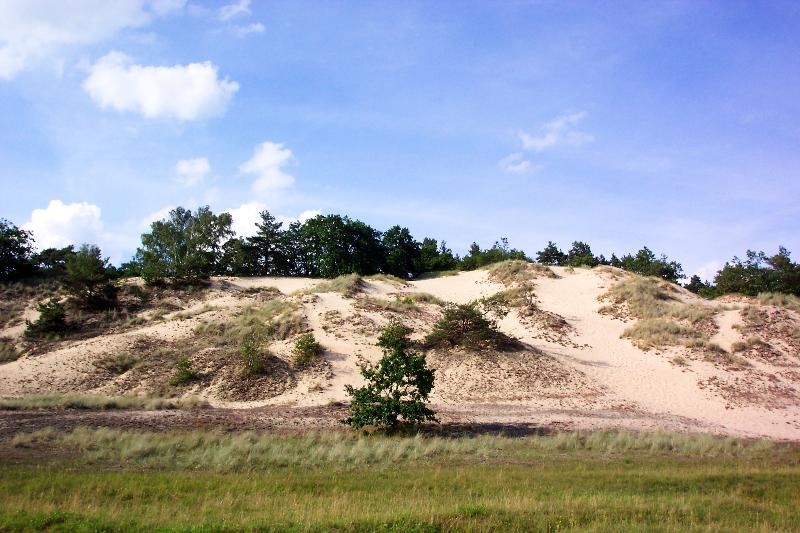
Binnendünen an der Elbe bei Dömitz
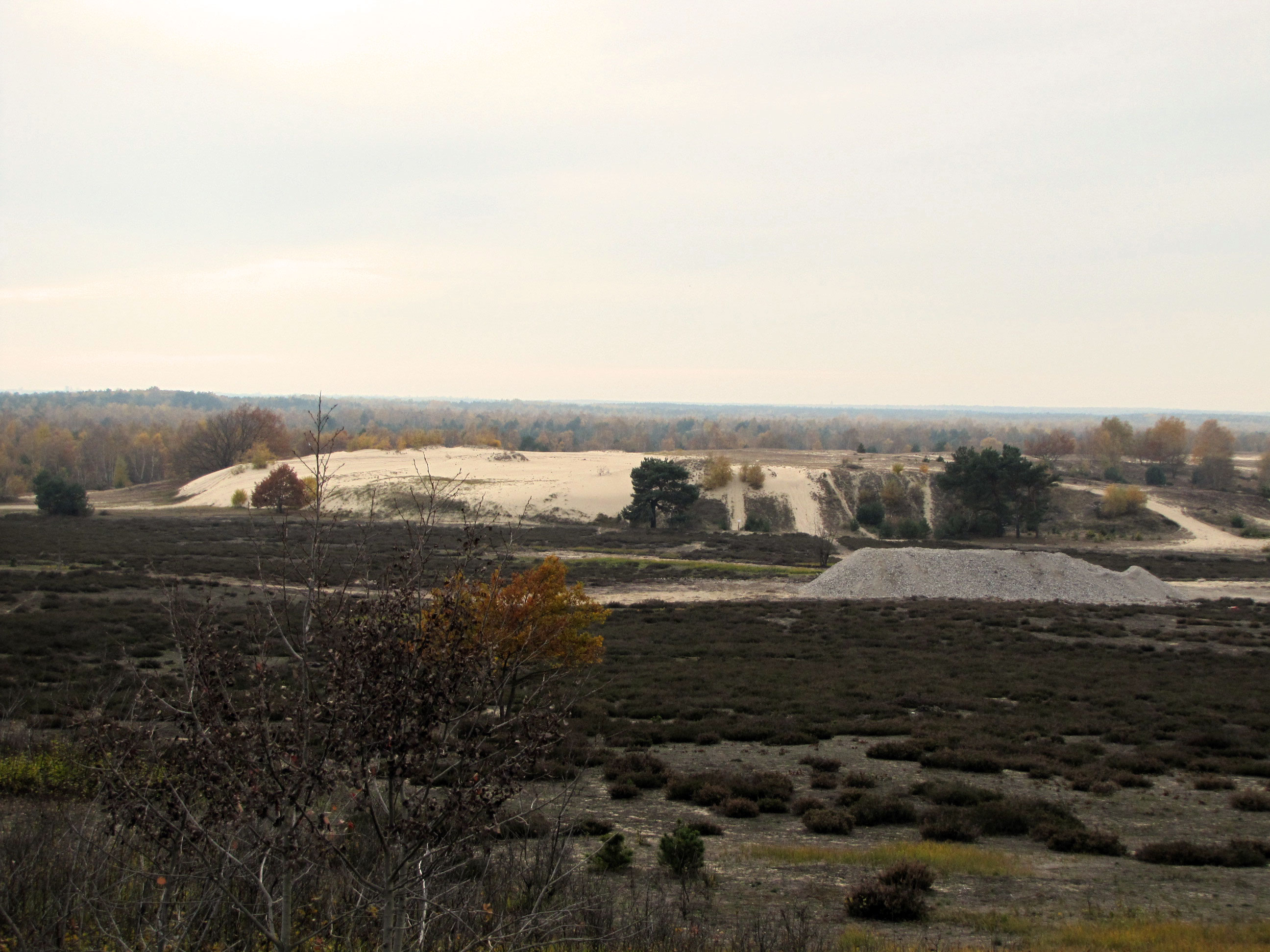
Inaktive Wanderdüne im Naturpark Nuthe-Nieplitz (Brandenburg)
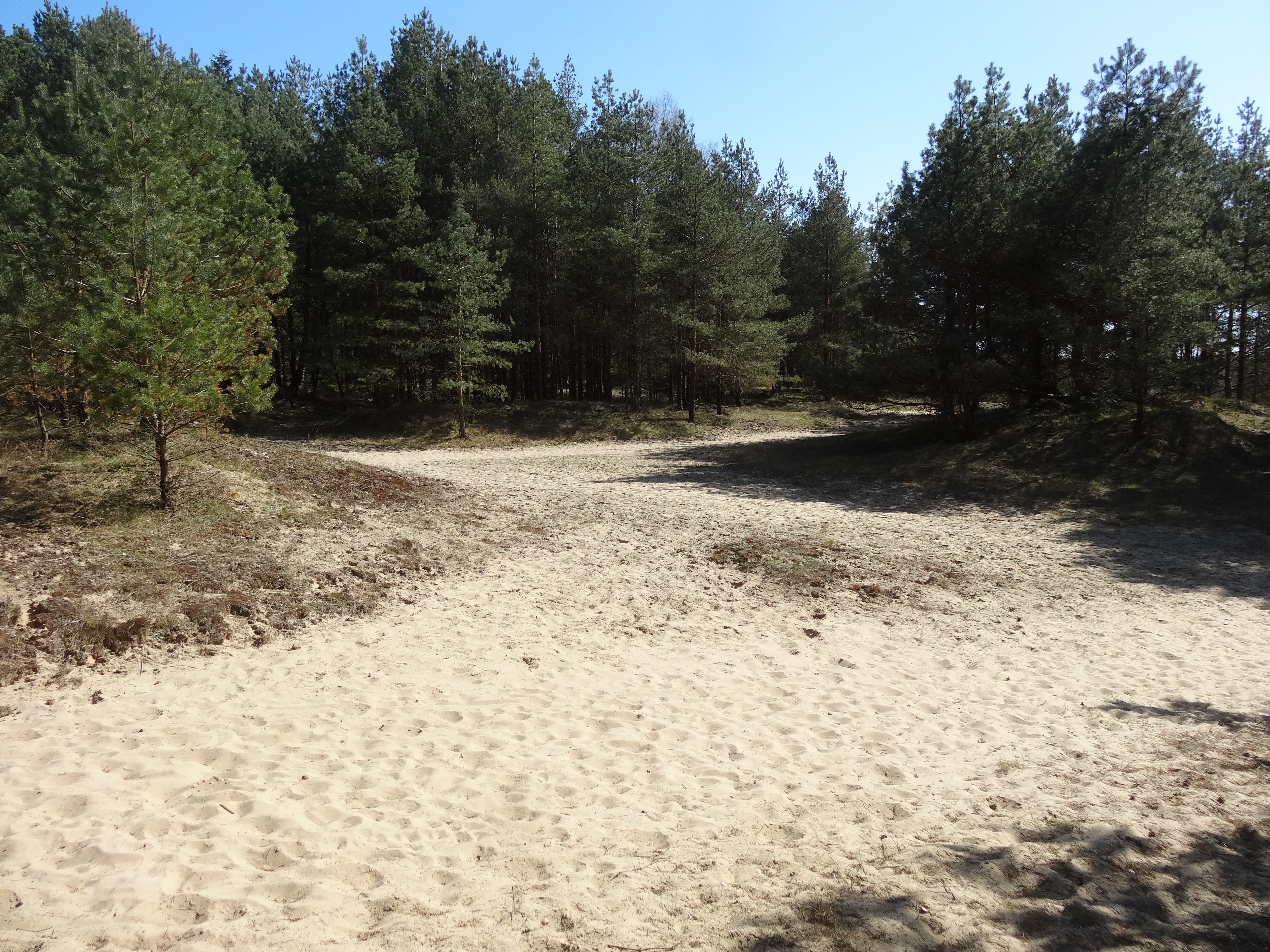
Binnendünen im Naturschutzgebiet Binnendünen Nordoe
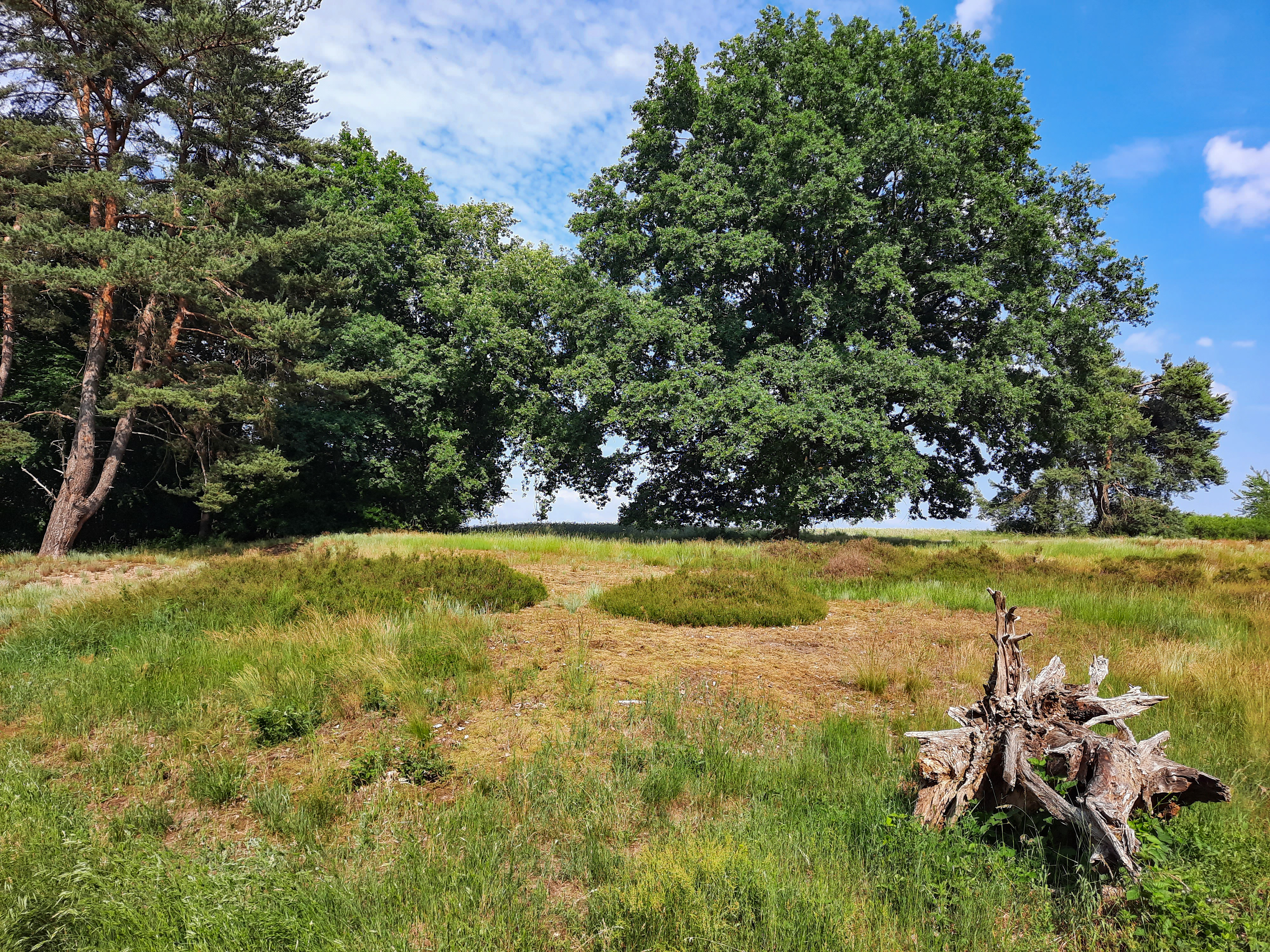
Limbacher Sanddüne

Die Sandachse Franken erstreckt sich von Bamberg nach Weißenburg in Bayern. Die maximale Ausdehnung beträgt 100 km in Nord-Süd-Richtung und 40 km in Ost-West-Richtung. Im niederbayrischen Landkreis Kelheim befindet sich das Naturschutzgebiet Binnendünen bei Siegenburg und Offenstetten.
In Schleswig-Holstein befinden sich die meisten Binnendünenfelder auf der Niederen Geest. Eine Ausnahme bildet die Düne am Treßsee, die sich in der Jungmoränenlandschaft befindet.
Auf der Münsterdorfer Geestinsel sind seit dem März 2013 die „Binnendünen Nordoe“ als Naturschutzgebiet ausgewiesen.
Die Düne Wedding ist die letzte innerstädtische eiszeitliche Düne in Berlin.
In Bremen gibt es die Mahndorfer Düne und die Binnendüne Bockhorn in Bremen-Nord.

## Binnendünengebiete in Österreich
Die Dünen- und Flugsandgebiete des Marchfeldes in Niederösterreich entstanden während der letzten Eiszeit sowie in der nachfolgenden Nacheiszeit. Aus den ausgedehnten Sand- und Kiesbänken der Flüsse, insbesondere der Donau, vom Wind abgetragenes Feinsediment lagerte sich im Bereich der heutigen Ortschaften Oberweiden, Weikendorf, Obersiebenbrunn, Lassee und Marchegg (Gerichtsberg) ab und führten zur Entstehung von Binnendünen. Die erhaltenen Sandgebiete des Marchfeldes sind Teil des Europaschutzgebiets „Pannonische Sanddünen“ und einige, wie die Sandberge Oberweiden, sind zudem als Naturschutzgebiet ausgewiesen. Aufgrund ihrer besonderen Vegetation zählen sie zu den wertvollsten Lebensräumen Österreichs. Einige Arten, wie z. B. die Spät-Nelke, ein seltenes pannonisches Florenelement, haben dort ihr österreichweit einziges Vorkommen.

## Fauna der Binnendünen Mitteleuropas
Zahlreiche Tiere haben sich auf den besonderen Lebensraum Sanddüne spezialisiert. Sie werden gemeinhin als psammophil bezeichnet. Die extremen Lebensbedingungen erfordern besondere physiologische und ethologische Anpassungen. Unter den abiotischen Faktoren sind insbesondere die extremen Schwankungen und Maxima der Temperatur zu nennen, aber auch die überwiegend hohe Trockenheit der obersten Bodenschicht.
Die Oberfläche offener Sandböden zeigt extreme tages- und jahreszeitliche Temperaturschwankungen. Da die Poren des Sandes groß sind, speichern sie wenig Wasser und leiten Wärme schlecht. Auf Binnendünen des Oberrheintals können am Tag bis zu 70 °C gemessen werden, in der Nacht dann nur noch 17 °C. Solche Temperaturen lassen nur noch Spezialisten überleben. Allerdings fällt bereits einen Zentimeter unterhalb der Oberfläche die Temperatur gewaltig ab und etwa in 10 cm Tiefe sind tageszeitliche Schwankungen minimal. Diesen Umstand machen sich zahlreiche bodenlebende oder grabende Arten zunutze.
An Generalisten fehlt es auf Sanddünengebieten dennoch nicht.

### Säugetiere
Unter den Säugetieren sind insbesondere die Wildkaninchen (Oryctolagus cuniculus) durch den lockeren Boden begünstigt. Ihre Bestandsdichte ist am höchsten in den mit Sträuchern (Brombeeren) bewachsenen Bereichen. Sie tragen durch ihre Bautätigkeit dazu bei, dass zumindest kleinere Flächen regelmäßig wieder offen für eine Primärbesiedlung werden. Ihre Anzahl ist aber durch die insbesondere im Hochsommer spärliche Vegetation begrenzt. Da Sandgebiete meist sehr heterogen aufgebaut sind, finden sich regelmäßig zahlreiche weitere Säugetiere, die aber nicht für Binnendünen spezifisch sind.

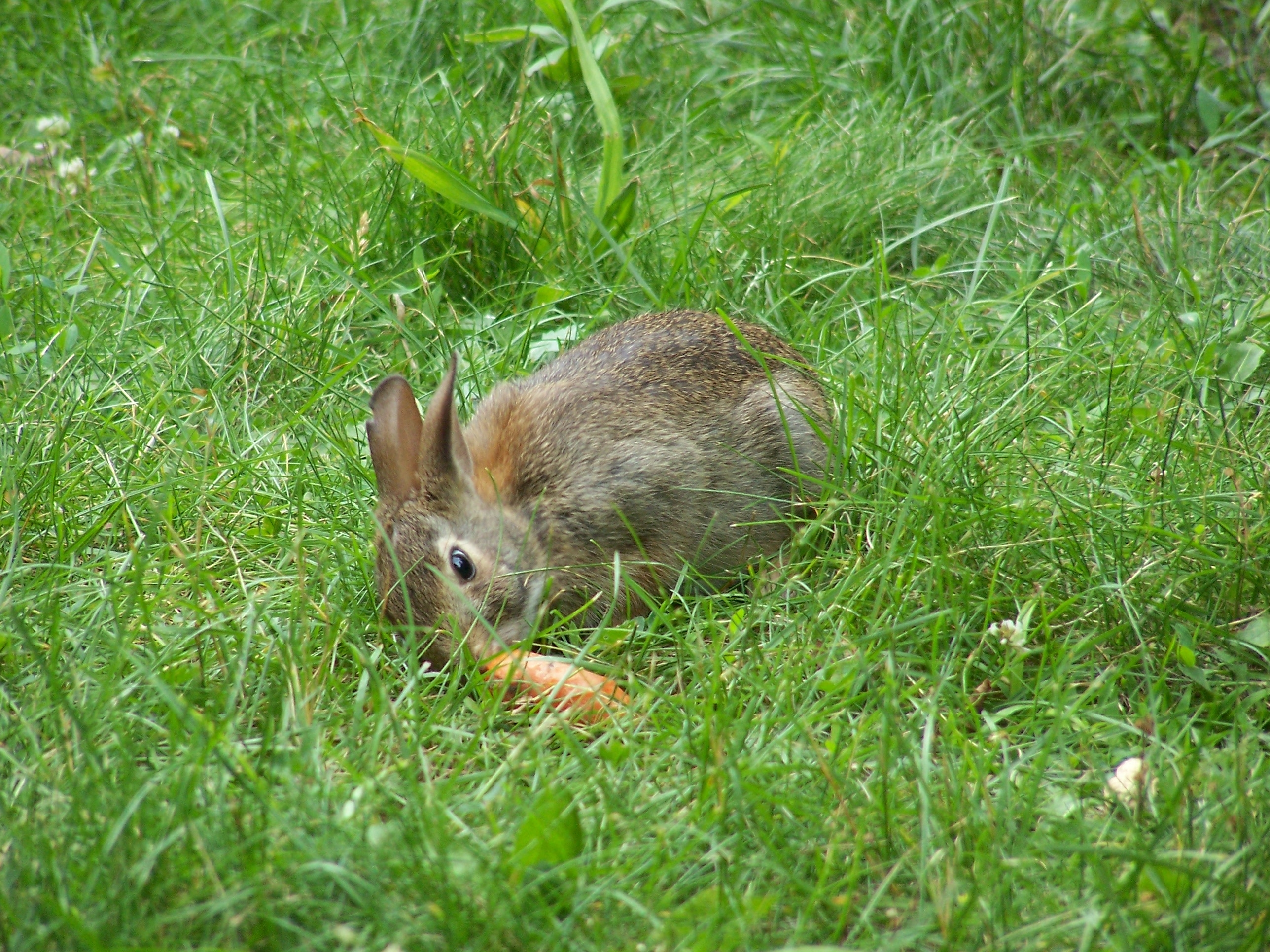
Wildkaninchen
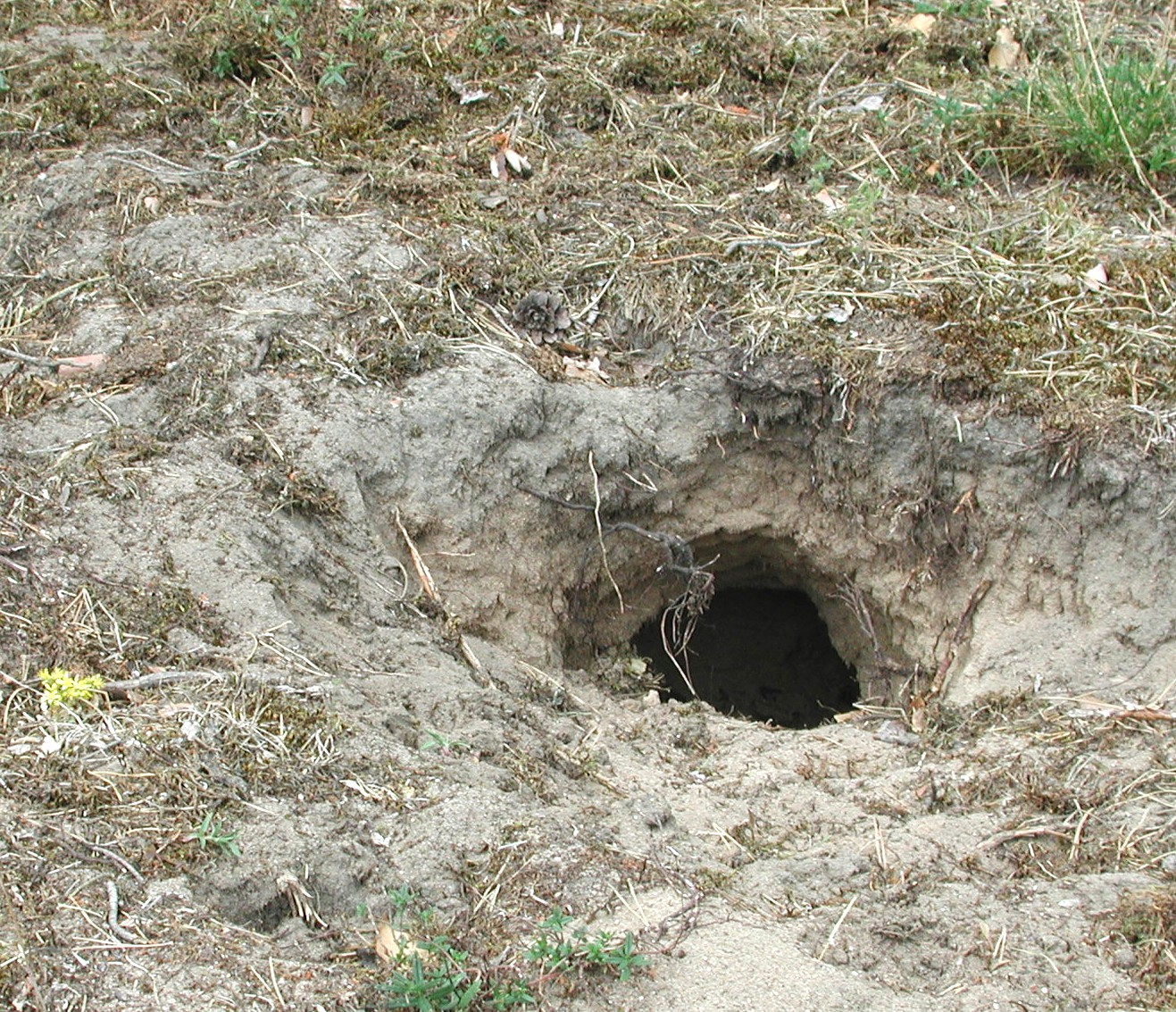
Kaninchenbau

### Vögel
Unter den Vögeln gehören zu den seltenen, zumindest früher regelmäßigen Bewohnern und Gästen der Sanddünengebiete: Ziegenmelker, Wiedehopf, Waldschnepfe, Brachpieper, Heidelerche, Feldlerche, Kiebitz, Rotrückenwürger und Baumfalke. Überwiegend handelt es sich um Arten der offenen Trockenlandschaften und locker bewaldeter Sandböden, also Gebiete, die in Mitteleuropa nur noch kleinflächig vorhanden sind. Diese Vögel sind besonders durch den großen Freizeitdruck bedroht und so finden sich heute überwiegend Kulturfolger ein. Nicht nur die Heidelerche leidet unter den zahlreichen freilaufenden Hunden.

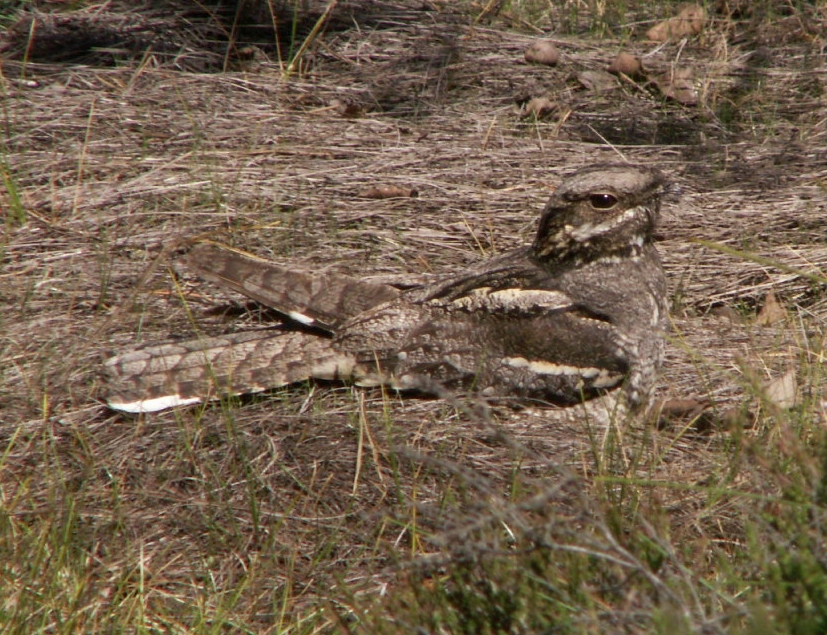
Ziegenmelker
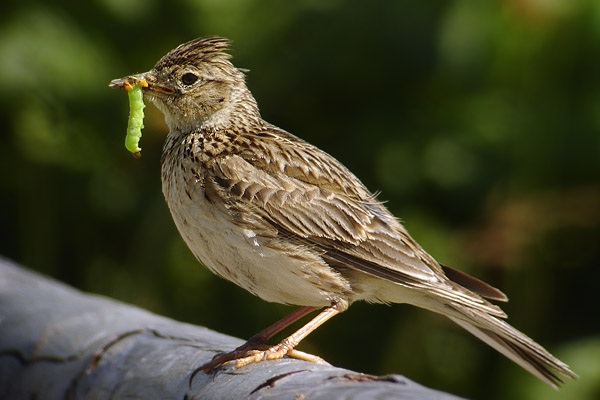
Feldlerche
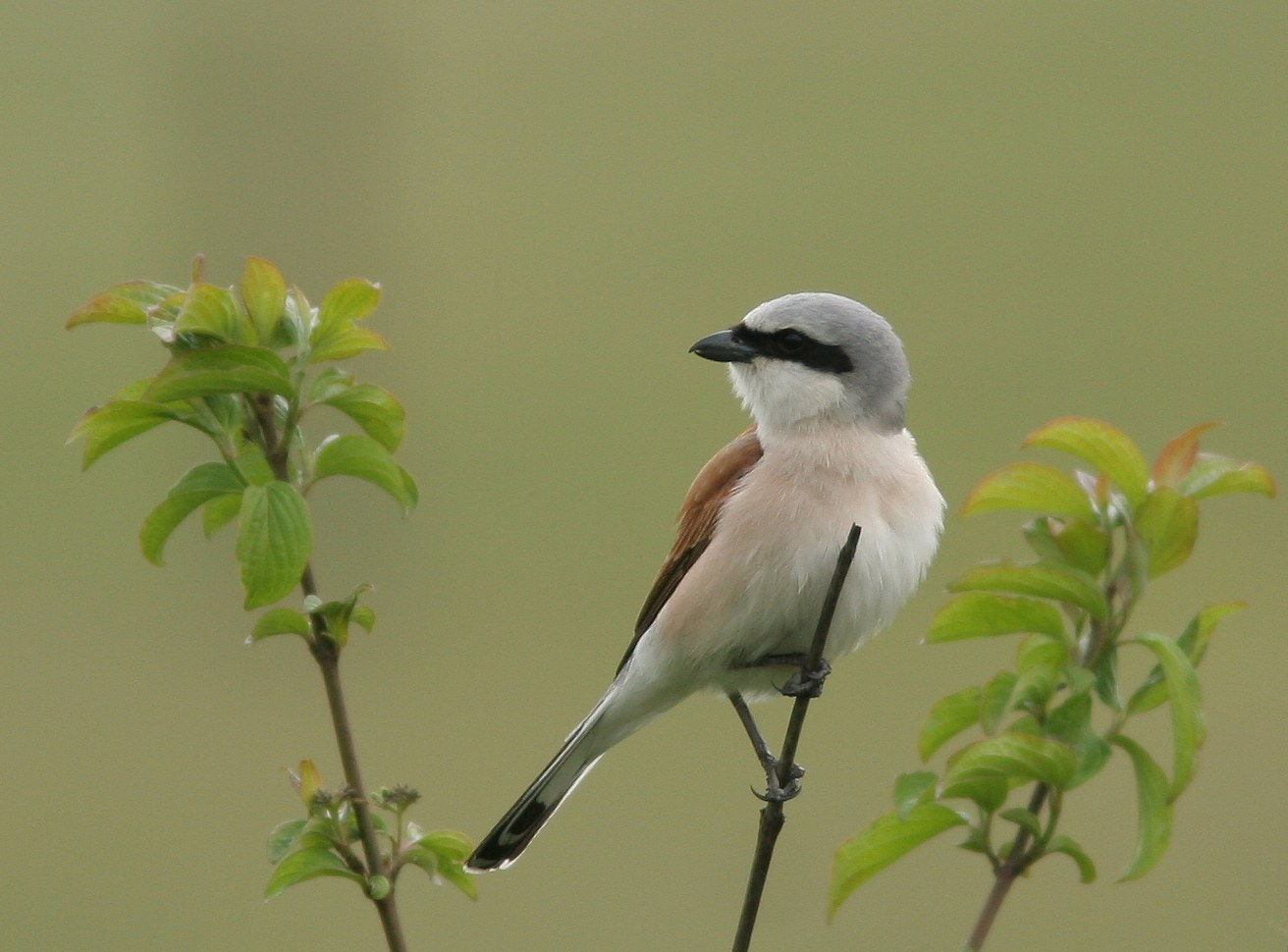
Rotrückenwürger

### Amphibien und Reptilien
Unter den Amphibien ist der Sandlebensraum mit seinem heterogenen Aufbau und dem Wechsel offener Sandflächen mit offenen Kleinstgewässern ideal für die Kreuzkröten geeignet. Die Tiere finden sich auch an den trockensten und steilsten Sandflächen, am Tag im Sand oder unter Steinen und Hölzern verborgen. Auch die Knoblauchkröte bevorzugt weiche, sandige Böden, in die sie sich tagsüber eingräbt. Lokal trifft man auch auf die seltene Wechselkröte. Aufgrund des Klimawandels und der geringer werdenden Niederschläge sind kleine temporäre Wasserstellen in diesen trockenen Lebensräumen immer seltener anzutreffen. Ansonsten sind je nach Gewässertyp auch andere Amphibienarten (Erdkröte, Grasfrosch, Teichmolch) vorhanden.
Unter den Reptilien bevorzugt die Zauneidechse die Randbereiche der offenen Sandflächen. Hier findet sie auch ideale Bedingungen für die Eigelege.

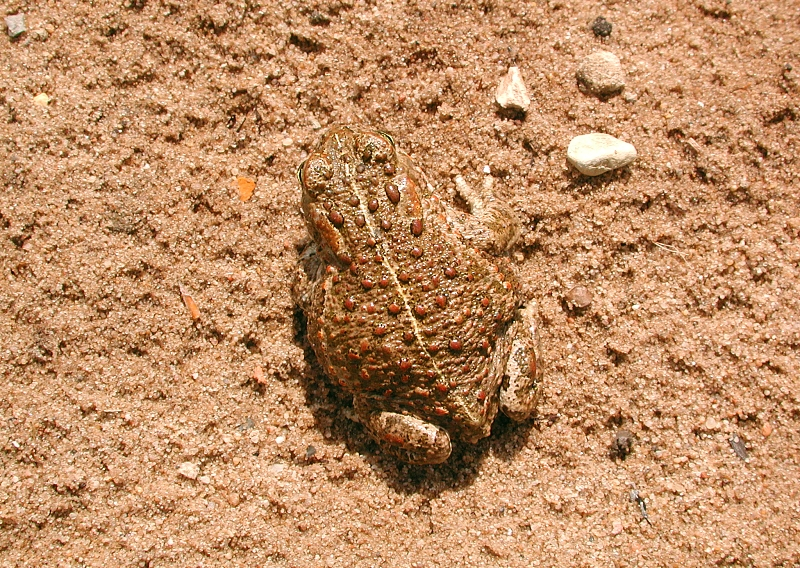
Kreuzkröte
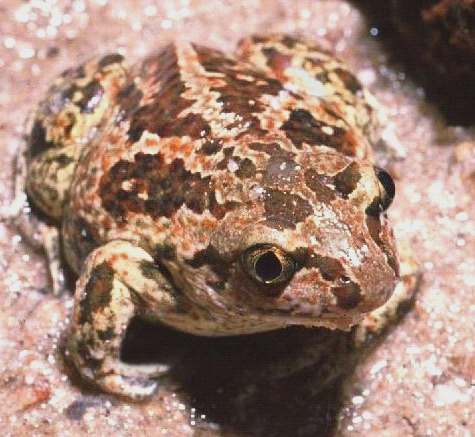
Knoblauchkröte
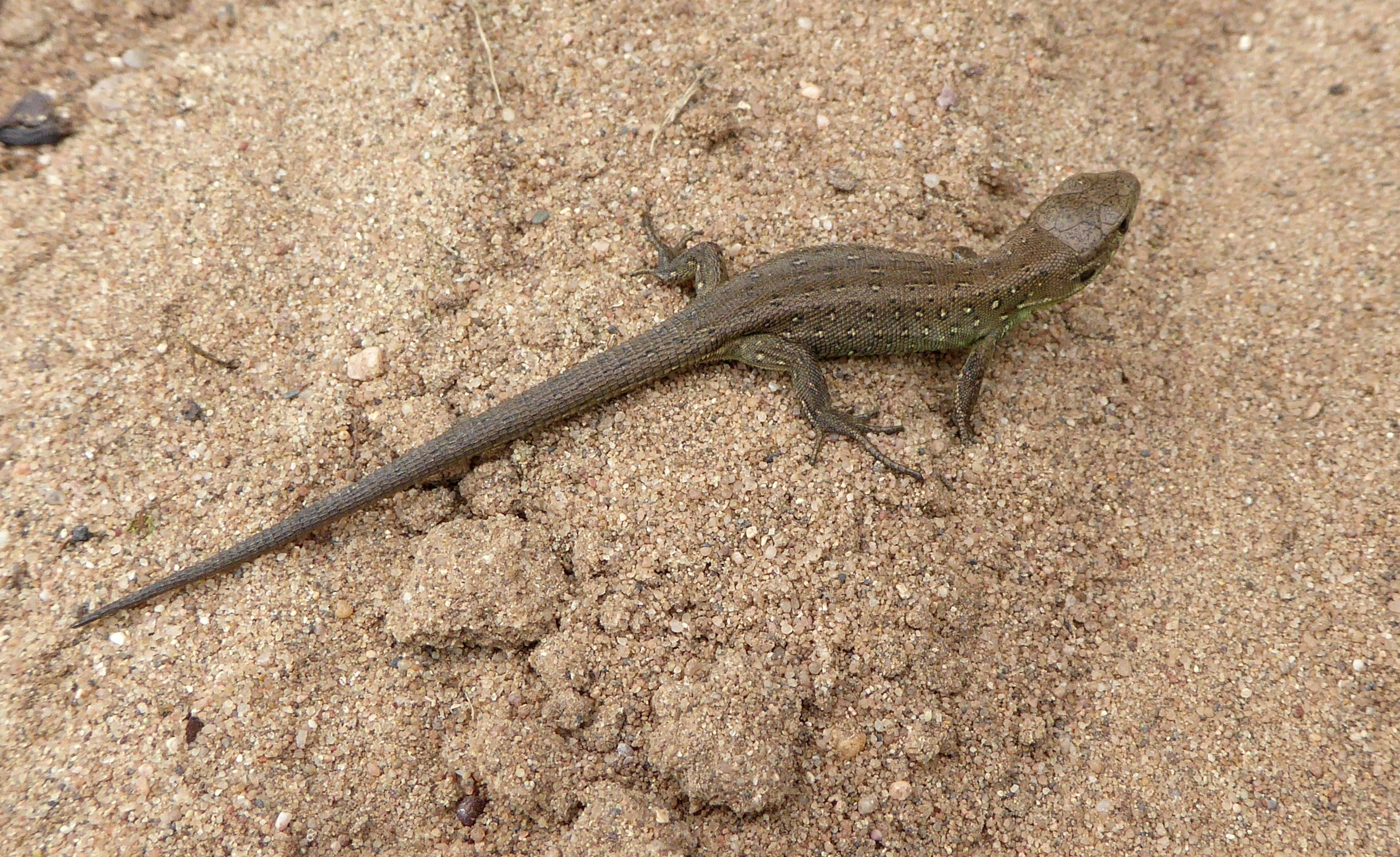
Zauneidechse im Jugendkleid auf Flugsand

### Schmetterlinge
Das Sandgebiet bei Speyer beherbergt mehr als 670 Schmetterlingsarten (Bettag, 1989). Unter den Tagfaltern finden sich keine Arten, die ausschließlich in diesem Lebensraum vorkommen. Dennoch kann als typisch der Kleine Feuerfalter gelten. Ein regelmäßiger Bewohner der Sanddünengebiete ist das Kleine Nachtpfauenauge, dessen Raupen auch an Brombeere und Besenheide leben. Da Flechten in diesem Lebensraum häufig sind, finden sich auch zahlreiche Flechtenbärchen (z. B. das Grauleib-Flechtenbärchen), deren Raupen sich ausschließlich von diesen ernähren. Viele Zünsler können ebenso als typische Dünenbewohner gelten (z. B. Dioryctria simplicella). Die hohe Artenvielfalt steht in unmittelbarem Zusammenhang mit der hohen Diversität der Pflanzen, an denen die Raupen leben. Beispielsweise ist der Holzbohrer Parahypopta caestrum auf wilden Spargel angewiesen. Für die Widderchen Zygaena laeta und Zygaena punctum stellt der Mannstreu die Lebensgrundlage. Wolfsmilchspinner und Wolfsmilchschwärmer ernähren sich von Wolfsmilch-Gewächsen.

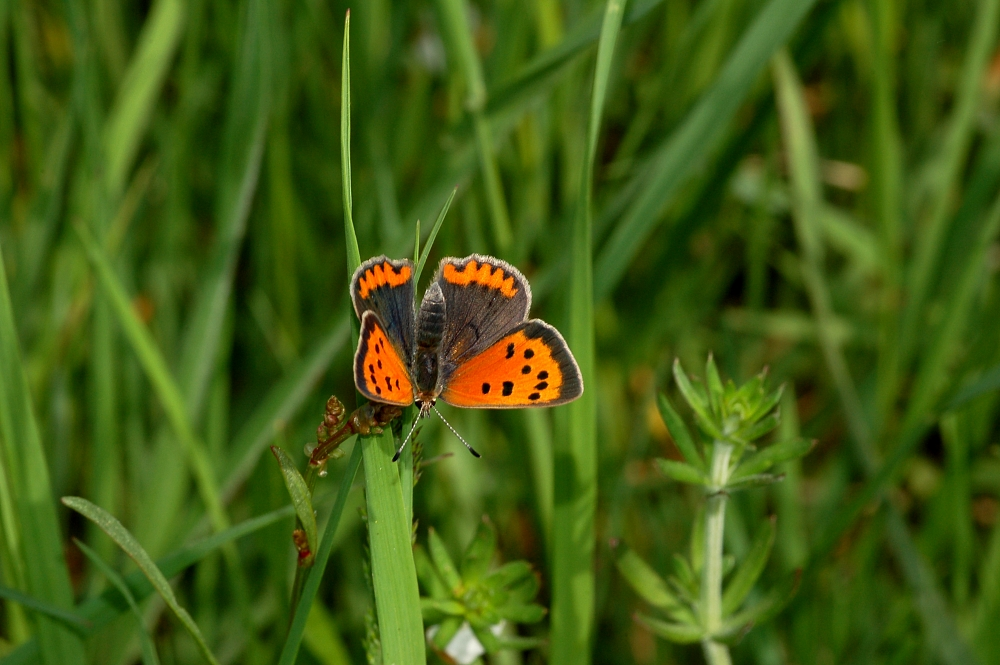
Kleiner Feuerfalter
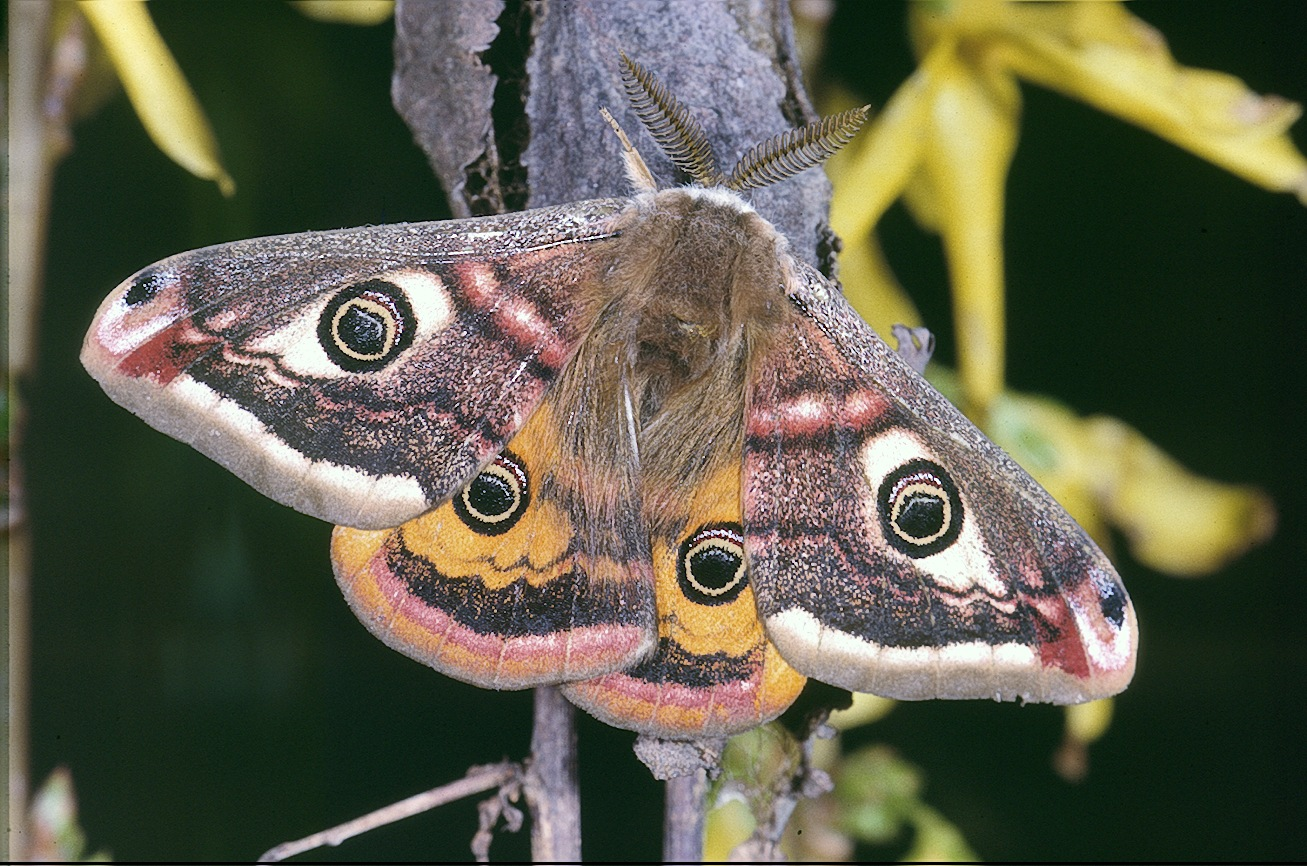
Kleines Nachtpfauenauge
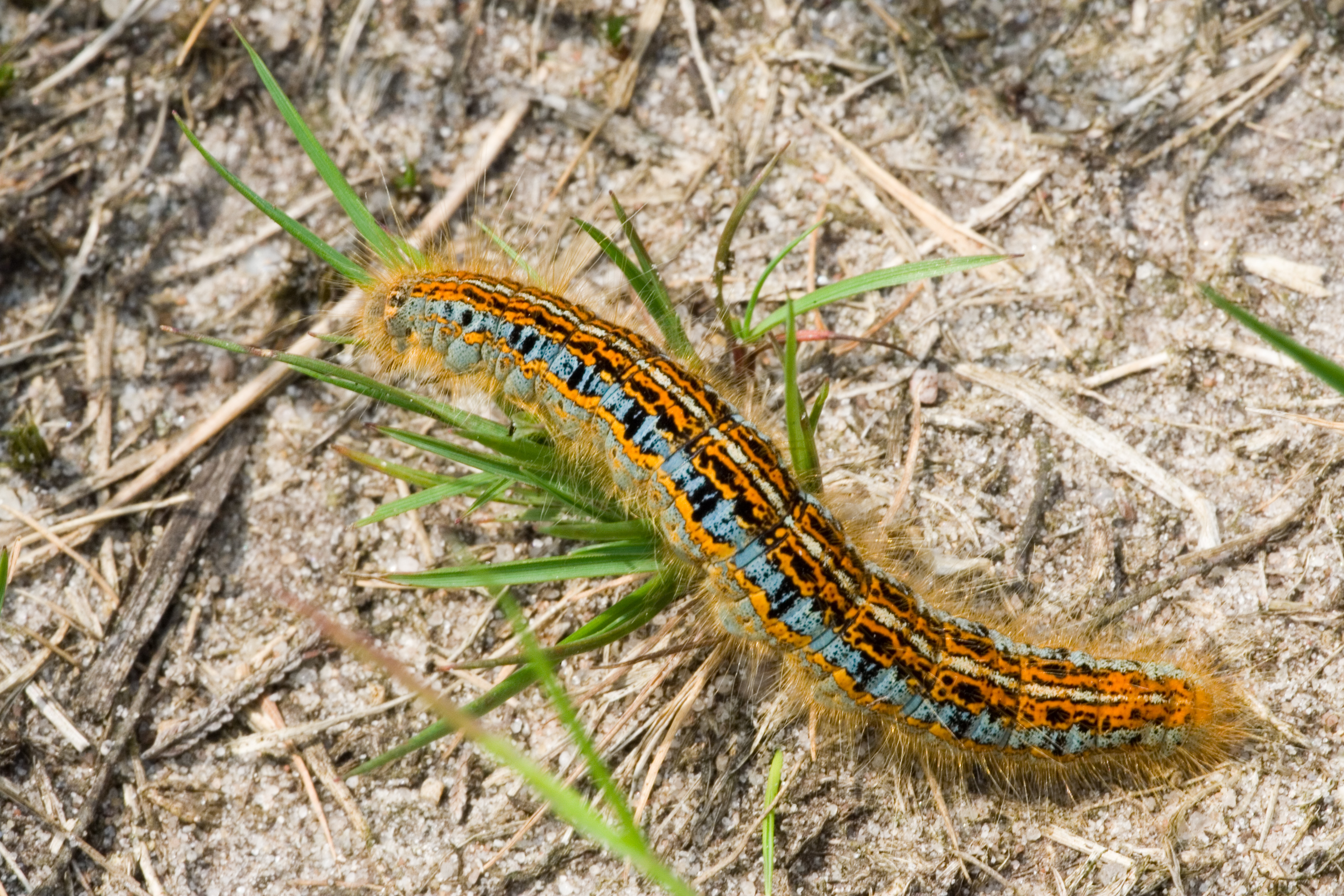
Wolfsmilchspinner
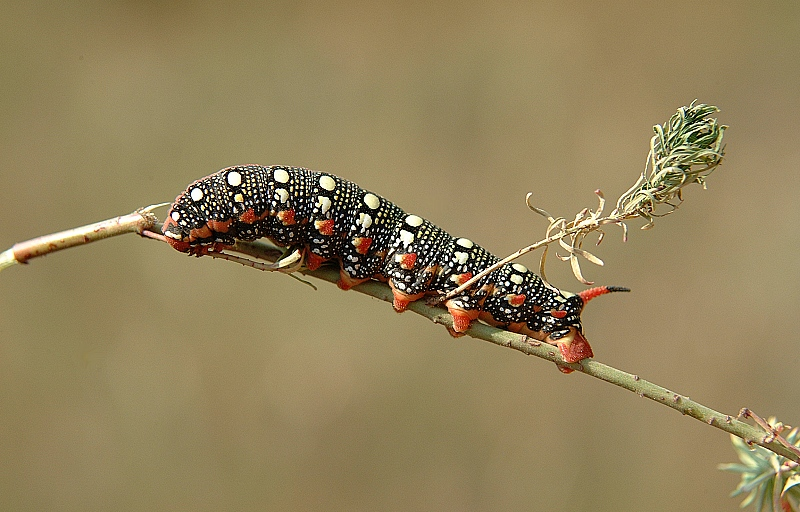
Wolfsmilchschwärmer

### Käfer
Unter den Laufkäfern sind typische Sandbewohner: Amara fulva, Amara spreta, der Mondflecklaufkäfer Callistus lunatus, Licinus depressus, Bembidion tetracolum und drei Sandlaufkäfer, Feld-Sandlaufkäfer, Wald-Sandlaufkäfer und Dünen-Sandlaufkäfer. Letzterer kann beim Jagen auf Flächen mit einer Temperatur von 70 °C beobachtet werden.
Da die Larven zahlreicher Arten der Blatthornkäfer im Boden leben, finden sich ausgesprochene Sandarten unter ihnen. Zu den größten zählen der Walker und Anoxia villosa, die dem Maikäfer ähneln, zu den kleineren der Haarschuppen-Laubkäfer Maladera holosericea. Unter den an Kot interessierten Arten finden sich der Stierkäfer und die für Dünen typischen Arten Psammodes sulcicollis und Rhyssemus germanus. Der Stierkäfer legt bis zu 1,5 m tiefe Röhren an, in die er vor allem Kaninchenkot einträgt.

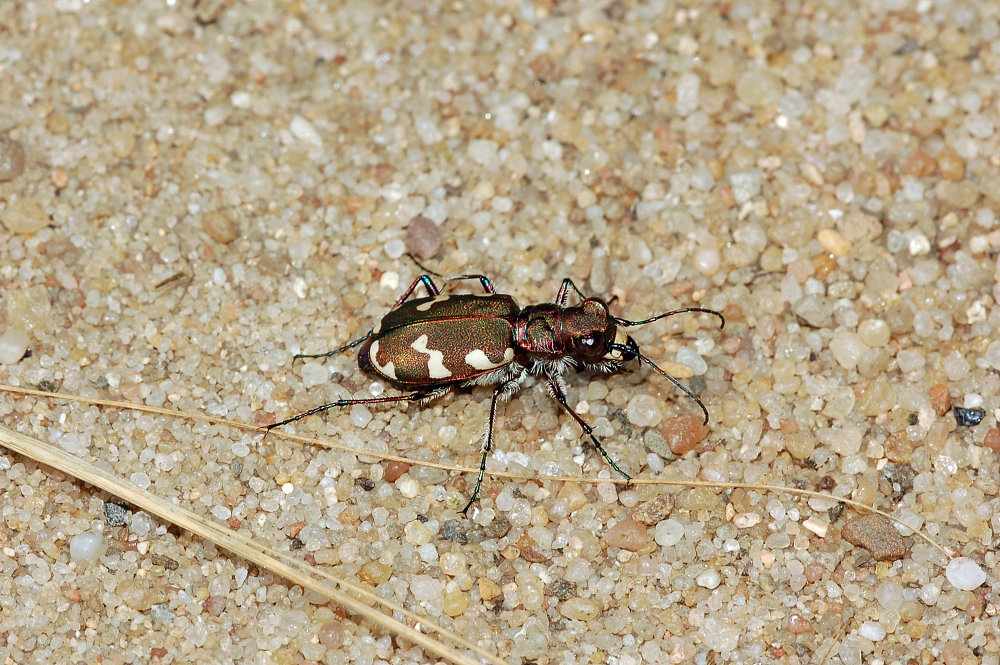
Dünen-Sandlaufkäfer
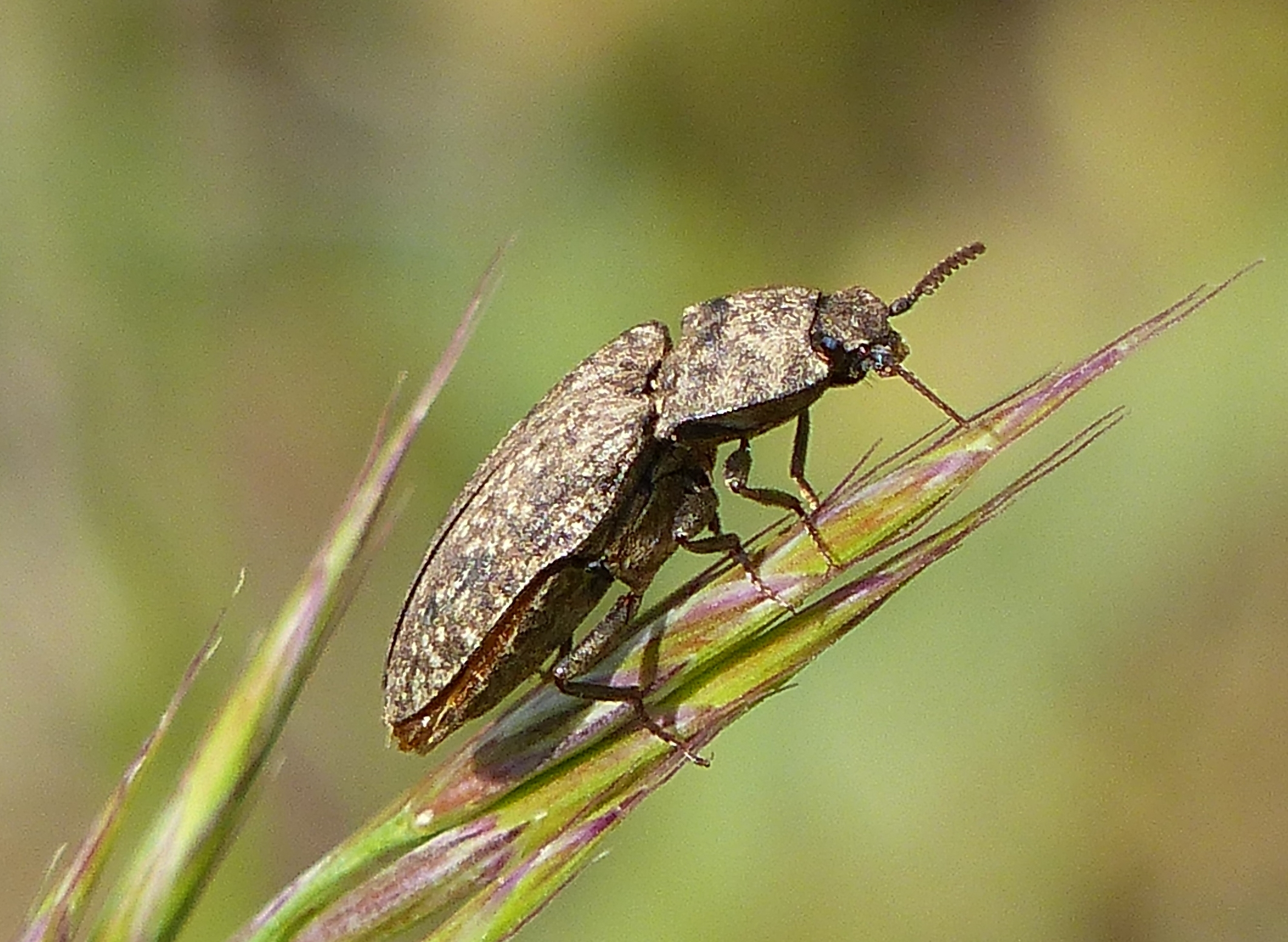
Mausgrauer Sandschnellkäfer
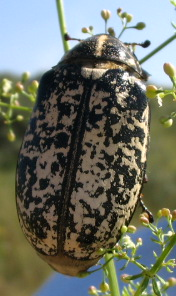
Walker
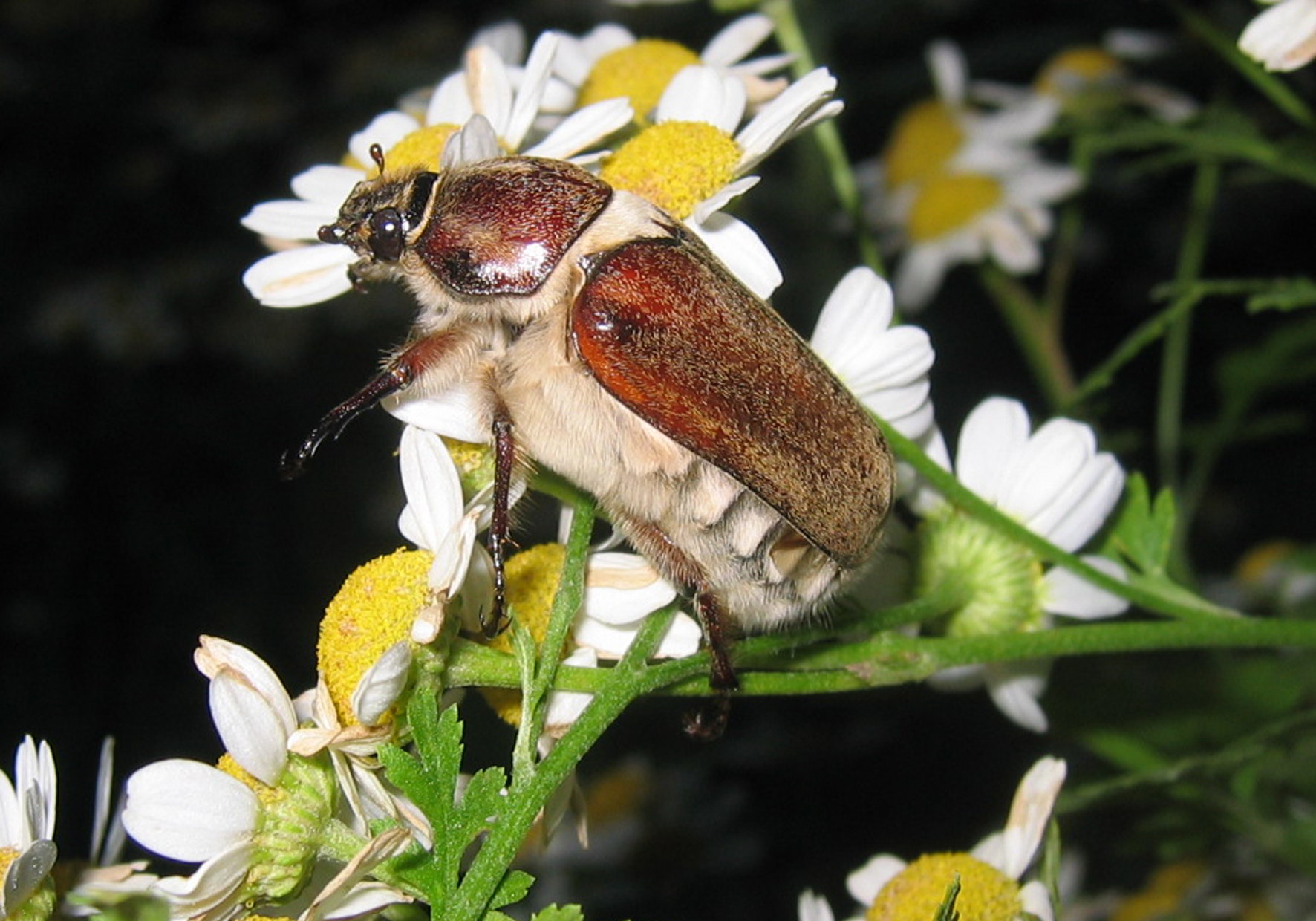
Anoxia villosa

### Hautflügler
Unter den Hautflüglern finden sich zahlreiche an Sanddünen angepasste und damit auf diese angewiesene Arten. So benötigen einige Töpferwespen der Gattung Eumenes Sand als Baustoff für ihre Nestanlagen. Gerade Grabwespen bietet dieser Lebensraum ideale Bedingungen, da im Sand ohne hohen Energieaufwand gegraben werden kann. Außerdem nutzen sie im Gegensatz zu den Wildbienen überwiegend die Vorderbeine zum Graben. Neben dem weit verbreiteten Bienenwolf ist die große Kreiselwespe eine Charakterart der mit Silbergras bewachsenen halboffenen Sandflächen, wo sie Kolonien bildet. Die Tiere jagen Fliegen, besonders Schwebfliegen und Bremsen, mit denen sie ihre Larven während deren gesamten Entwicklung mit Nahrung versorgen. Nach jeder Fütterung wird der Nesteingang wieder sorgfältig mit Sand verschlossen. Eine in Mitteleuropa in Ausbreitung begriffene Arte ist die Heuschreckensandwespe, die ebenfalls ihre Nester im Sandboden anlegt. Die erwachsenen Tiere besuchen gerne die Blüten des Feldmannstreu.
Auch zur heißesten Mittagszeit fliegen Wegwespen über die Dünenkämme auf der Suche nach Spinnen. Zahlreiche Arten finden sich nur in diesem Lebensraum.
Etwa jede vierte der über 450 mitteleuropäischen Wildbienen ist ein Bewohner der Sandgebiete. Zahlreiche legen ihre Nester im lockeren Sand an, andere sind spezialisiert auf die hier typisch vorkommenden Pflanzen, wie die Steppenbiene Nomioides minutissimus, die den Sand-Thymian besucht. Ebenso ist die Spargelbiene (Andrena chrysopus) auf wildwachsenden Spargel angewiesen. Nester im Sandboden entstehen durch etliche Sandbienen der Gattung Andrena oder Seidenbienen der Gattung Cerceris. So sieht man im Frühling bereits sehr früh Colletes cunicularius und ihren Parasiten Sphecodes albilabris. Die Hosenbiene Dasypoda hirtipes legt mit über einem halben Meter besonders tiefe Nestanlagen an. Am Eingang findet sich immer ein hoher Sandhaufen.

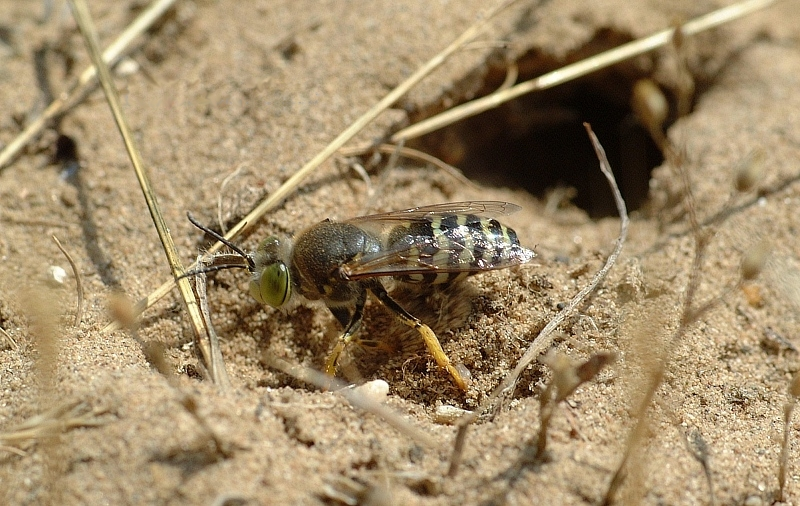
Kreiselwespe
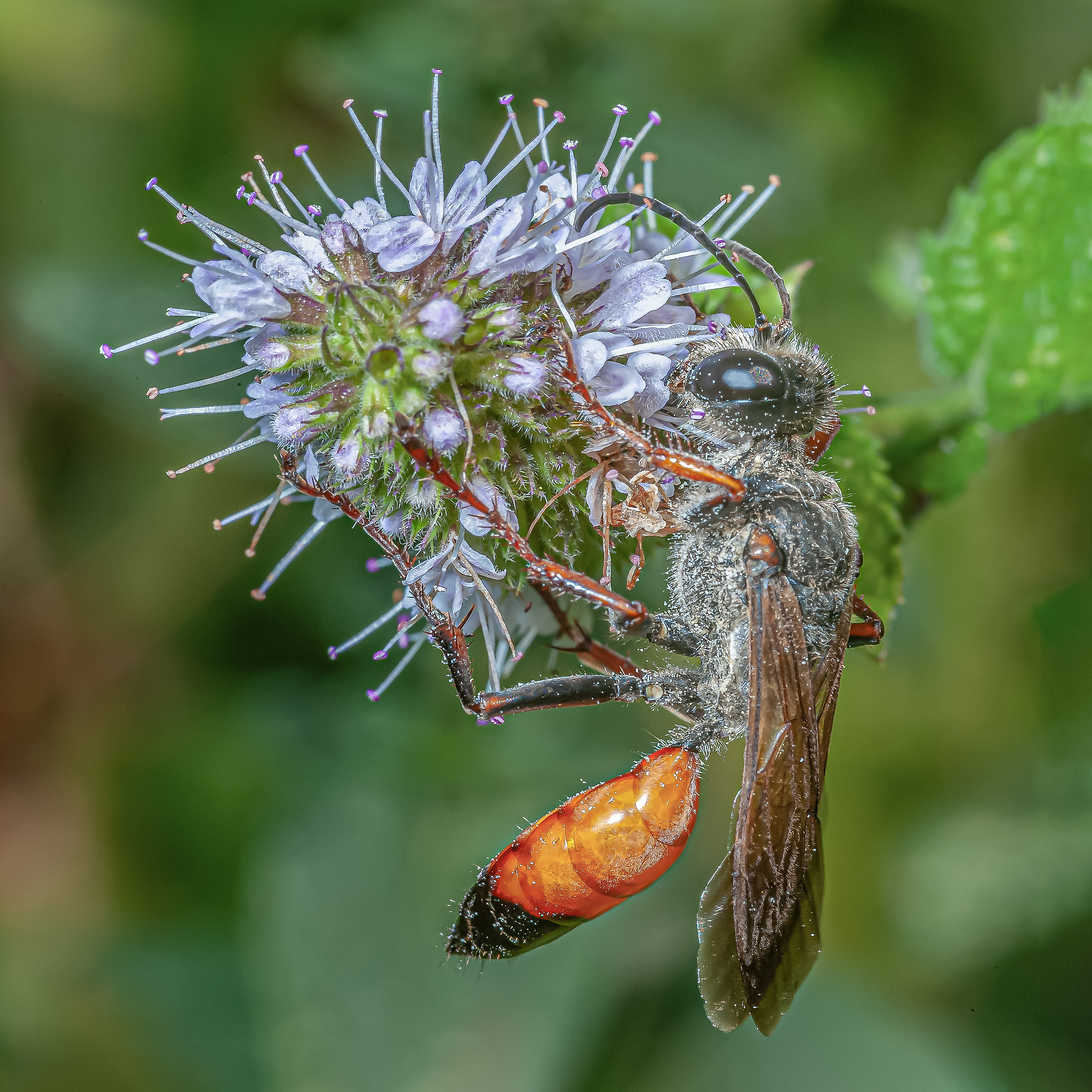
Heuschreckensandwespe
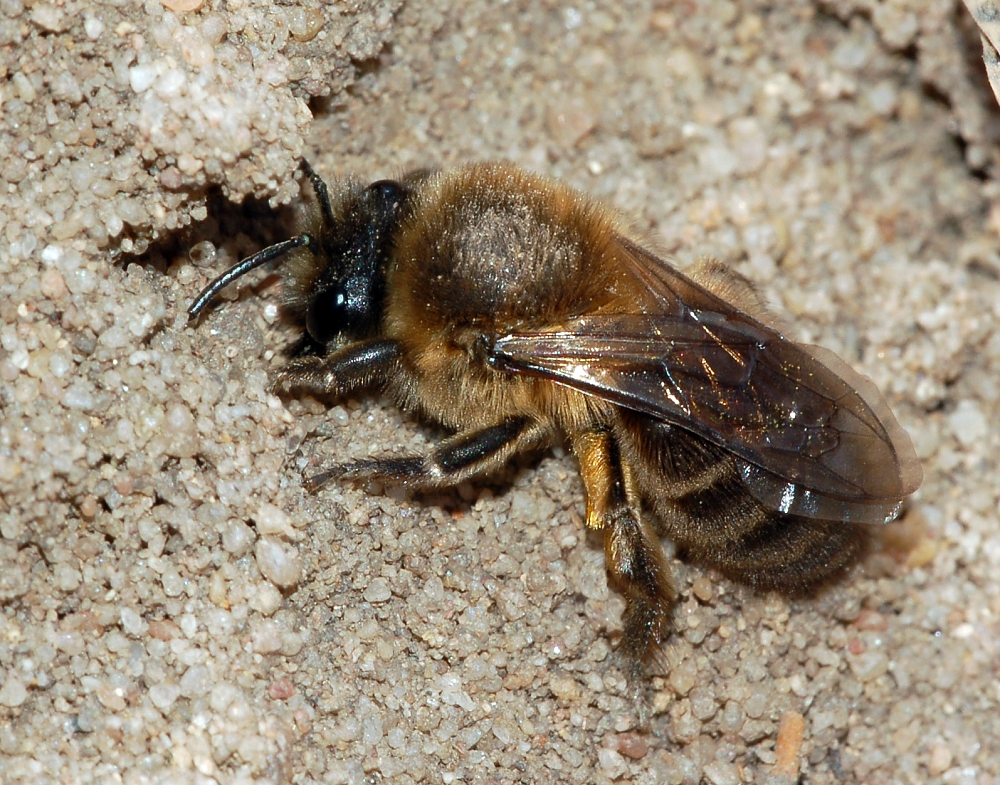
Seidenbiene
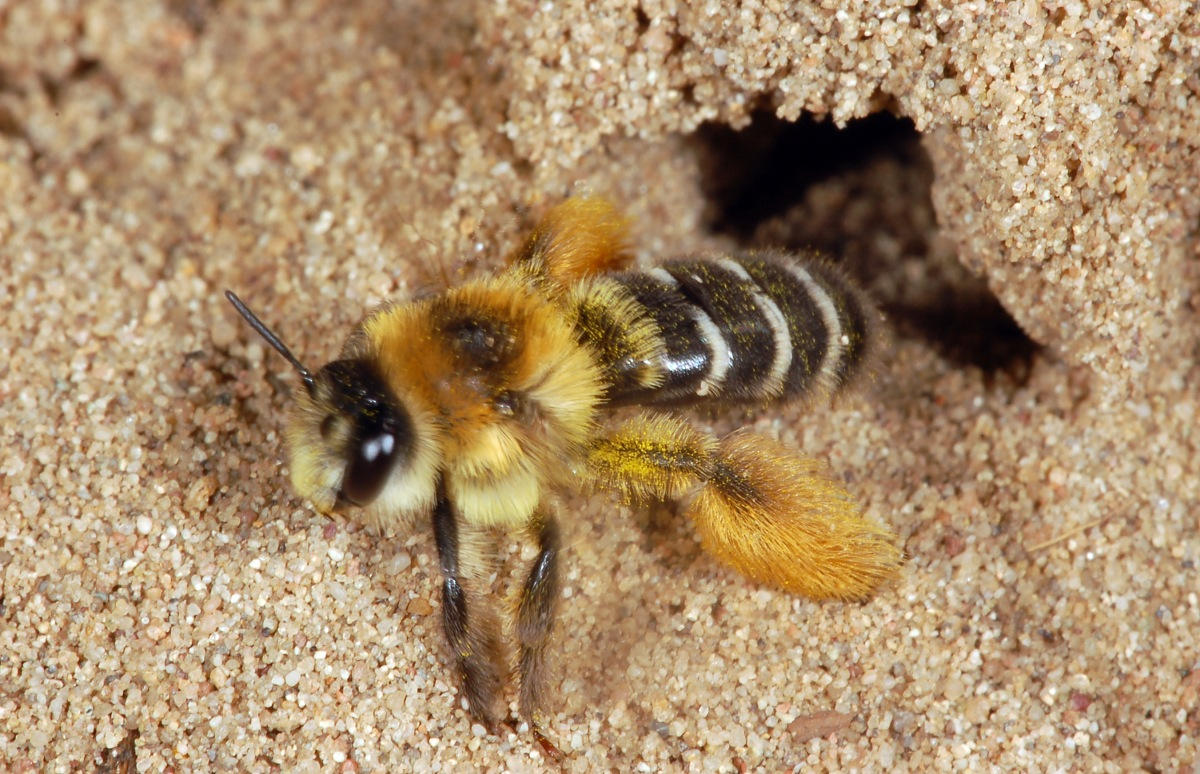
Hosenbiene
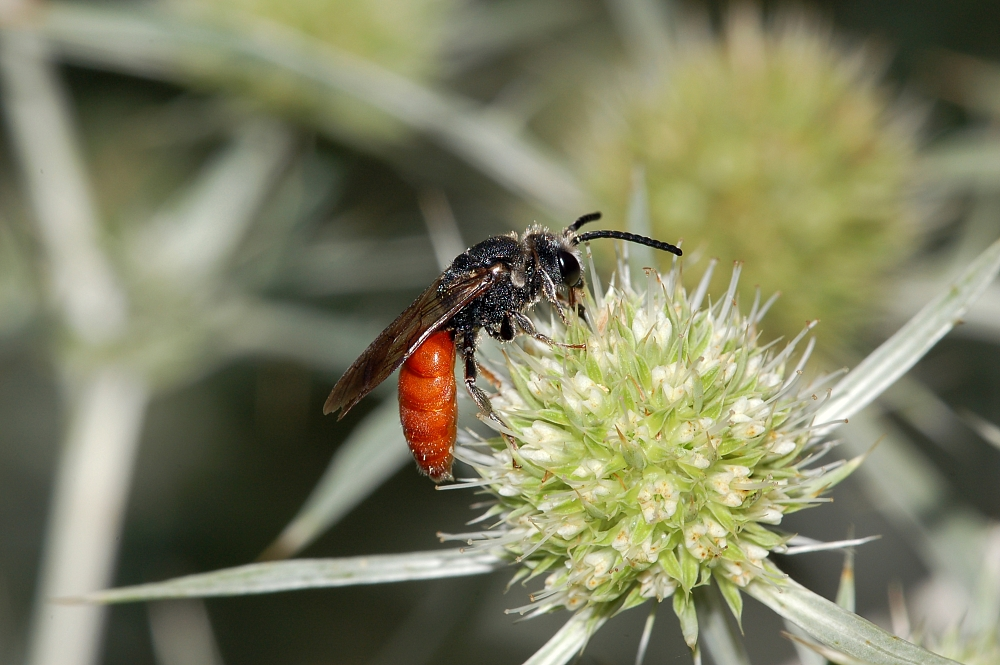
Blutbiene

### Zweiflügler
Unter den Zweiflüglern sind einige Arten aus den Familien Stilettfliegen und Raubfliegen an rohe Sandböden besonders angepasst. Zahlreiche Arten der Gattung Thereva sind auf den Dünen vertreten, deren Larven in den oberen Sandschichten nach den Larven anderer Insekten jagen. Die Larven der Raubfliegen bewohnen meist tiefere Schichten. Ihre erwachsenen Tiere sind meisterhafte Jäger. Der Kleine Sandwicht (Stichopogon elegantulus) lauert am Rand offener Sandflächen, von wo aus er andere Insekten im Flug jagt. Auch die wesentlich größere Sand-Raubfliege (Philonicus albiceps) sitzt auf dem blanken und oft sehr heißen Sand an. Die Weibchen beider Arten besitzen einen Dornenkranz an der Spitze ihres Eiablageapparates, mit dem sie zur Eiablage eine Höhlung in den Sand bohren. Noch komplexer ist das Verhalten der Großen Wolfsfliege (Dasypogon diadema), die vor der eigentlichen Ablage die Eier noch mit Sand verklebt.
Unter den nächstverwandten Wollschwebern finden sich zahlreiche Parasiten der Wildbienen.

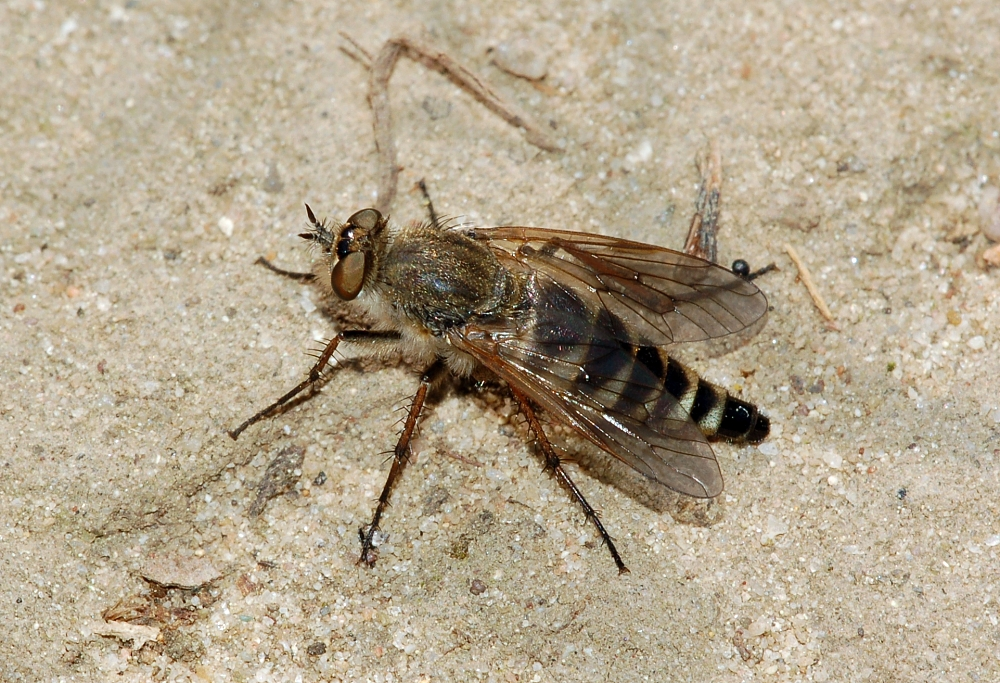
Luchsfliege
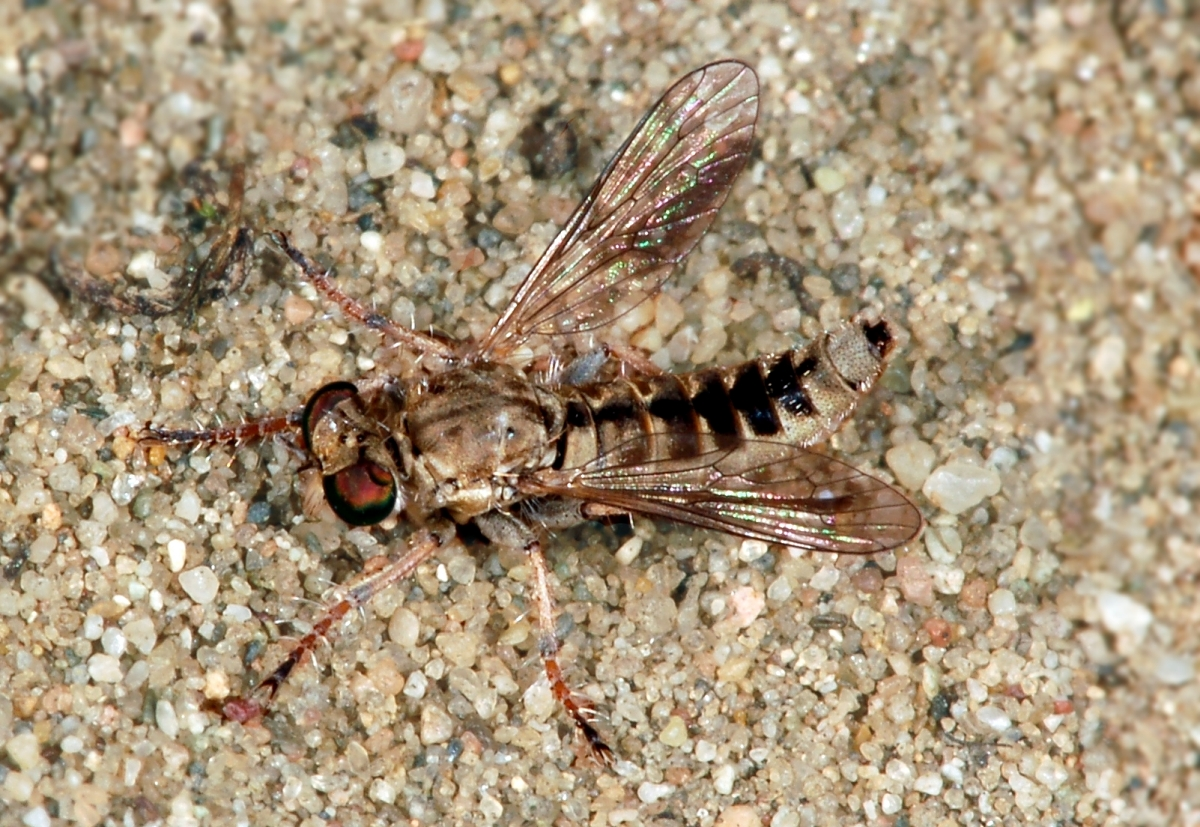
Kleiner Sandwicht
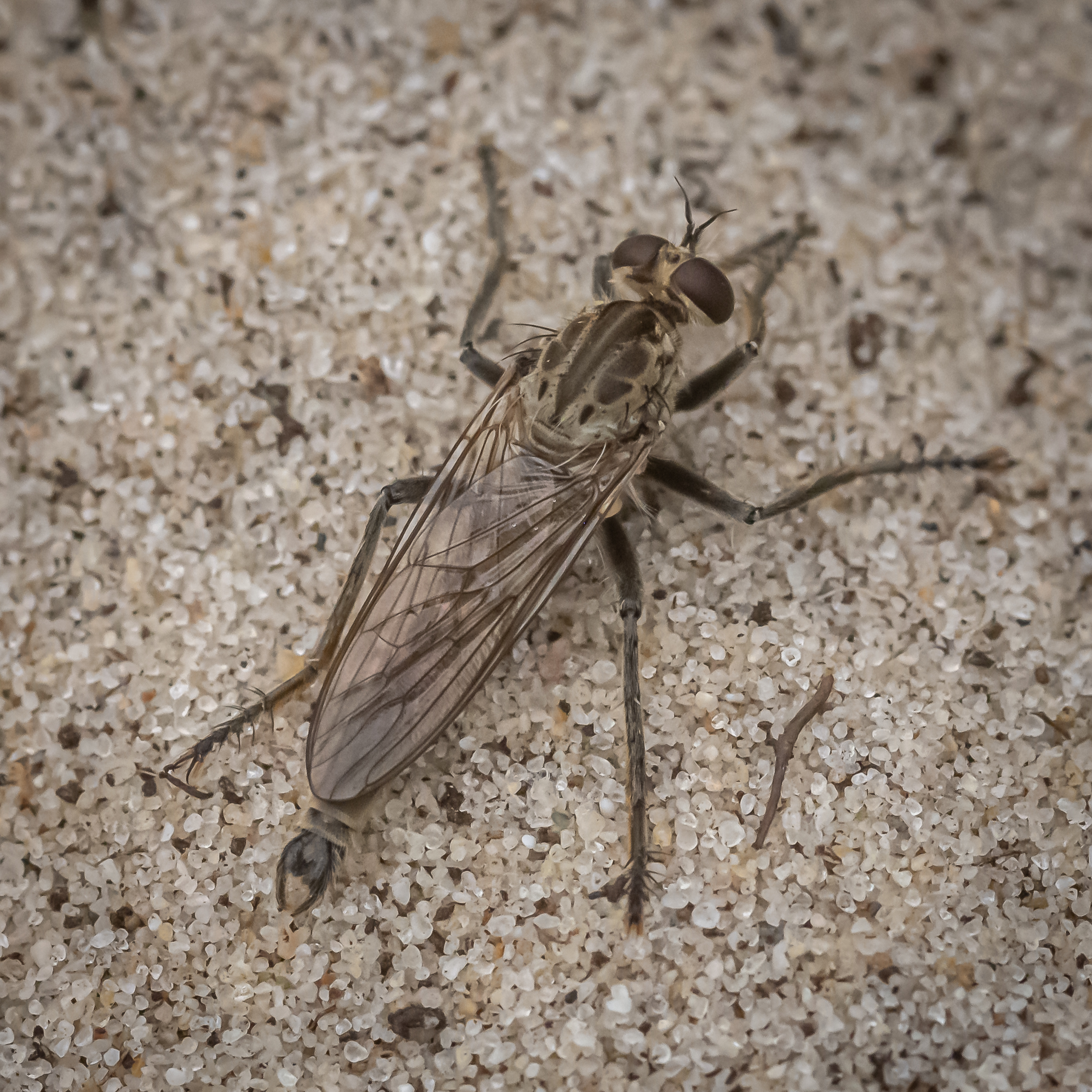
Sand-Raubfliege
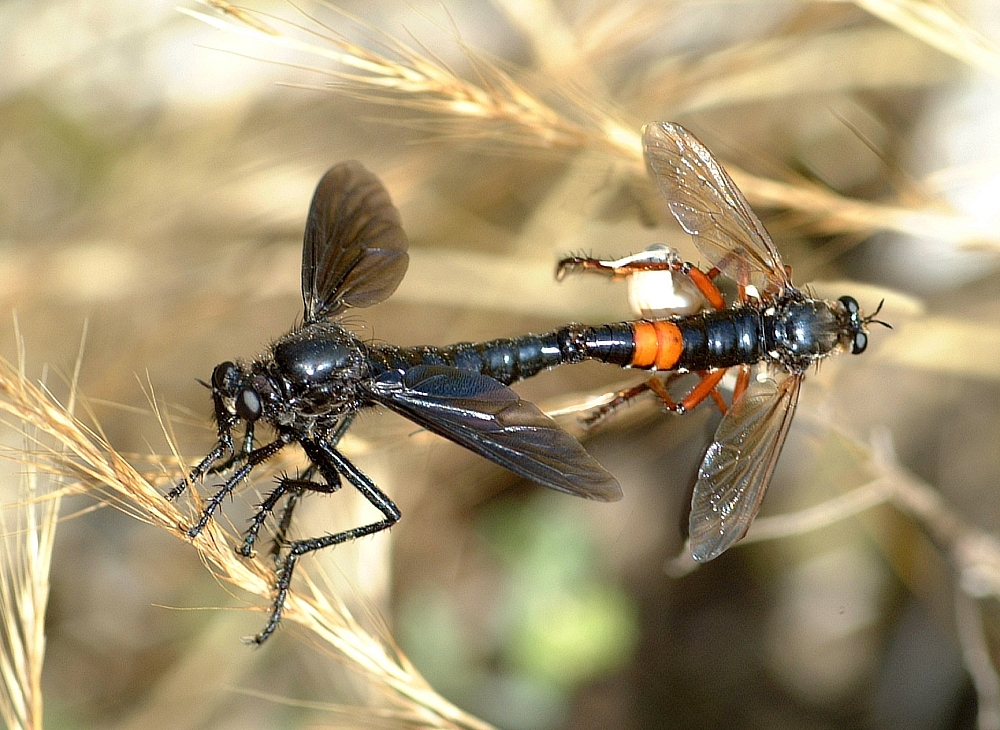
Große Wolfsfliege
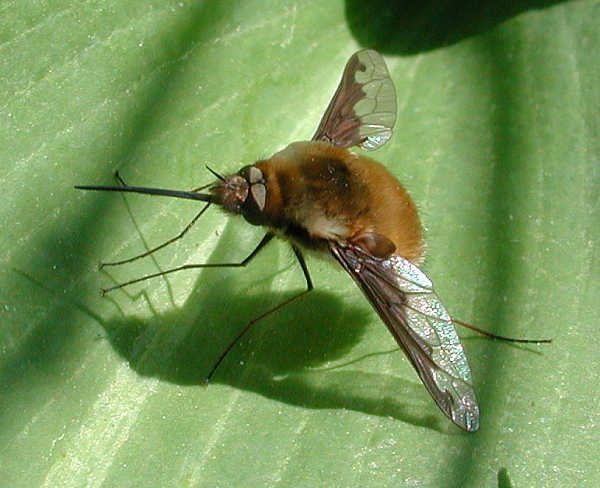
Großer Wollschweber

### Heuschrecken
Unter den Heuschrecken sind einige Arten auf die besondere Pflanzengemeinschaft, offenen Böden zur Eiablage und Fortbewegung und die oft hohen Temperaturen angewiesen. Zu den schnellen Eroberern zählen die Blauflügelige Ödlandschrecke, die Blauflügelige Sandschrecke, der Steppengrashüpfer und die Italienische Schönschrecke. Eine weitere Pionierart ist die Gefleckte Keulenschrecke. Die Tiere kommen oft in großer Individuendichte vor, lassen sich dennoch wegen ihrer guten Tarnung erst durch Aufscheuchen entdecken. Zu den Opfern der Heuschreckensandwespe zählen die Zweifarbige Beißschrecke.

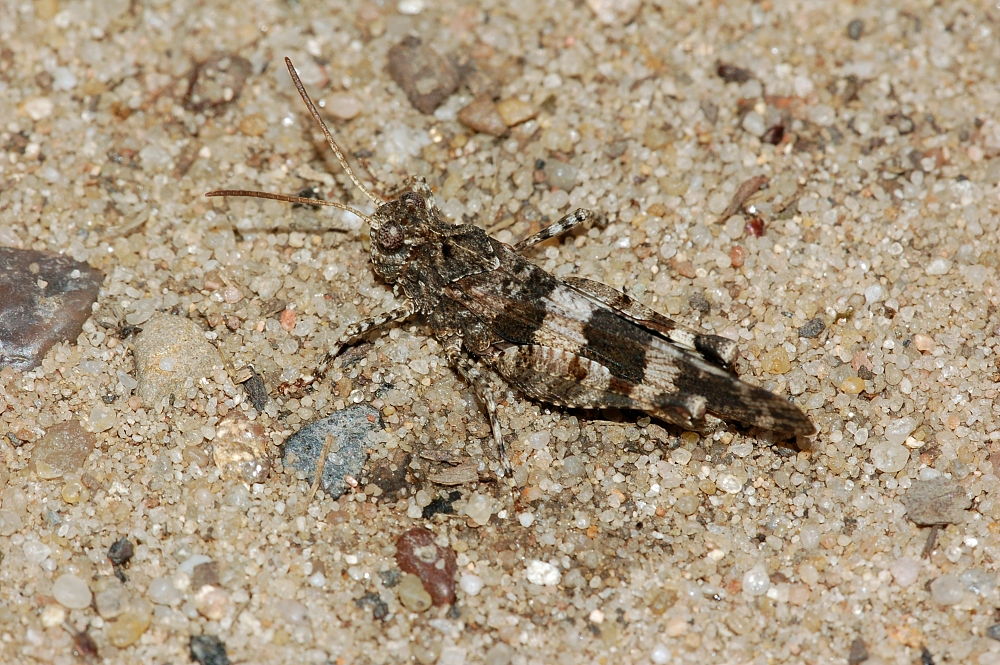
Blauflügelige Ödlandschrecke
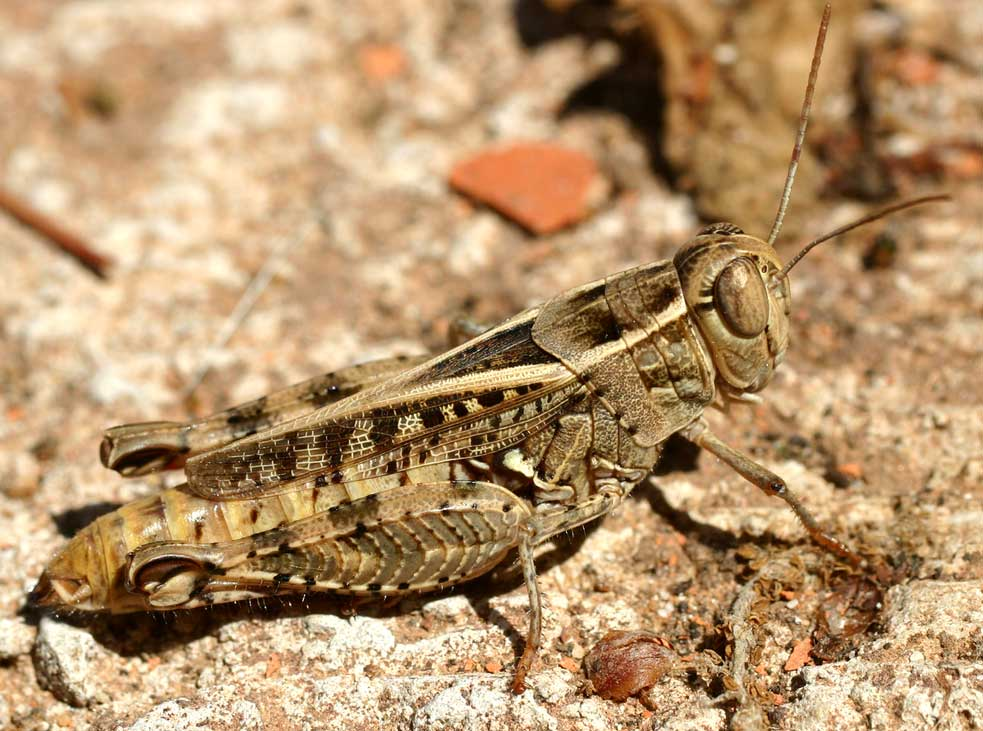
Italienische Schönschrecke
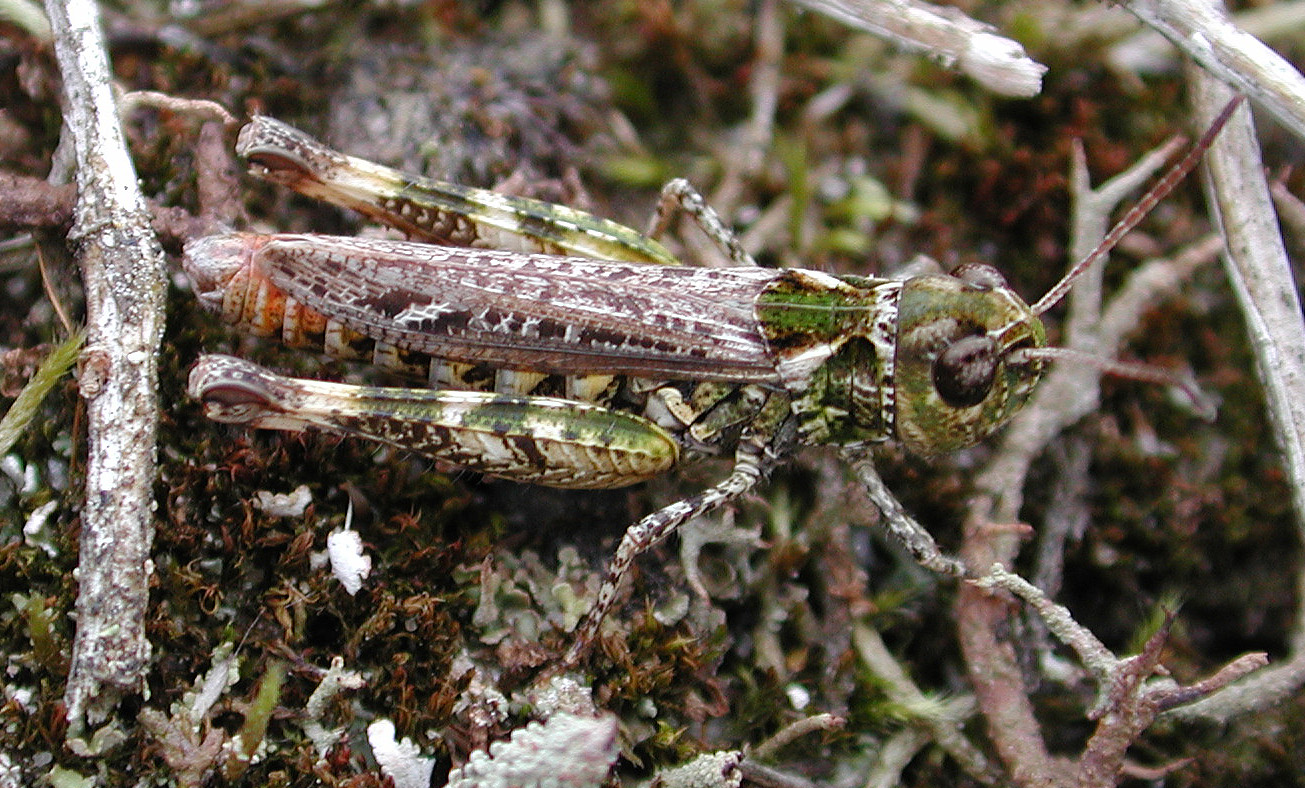
Gefleckte Keulenschrecke
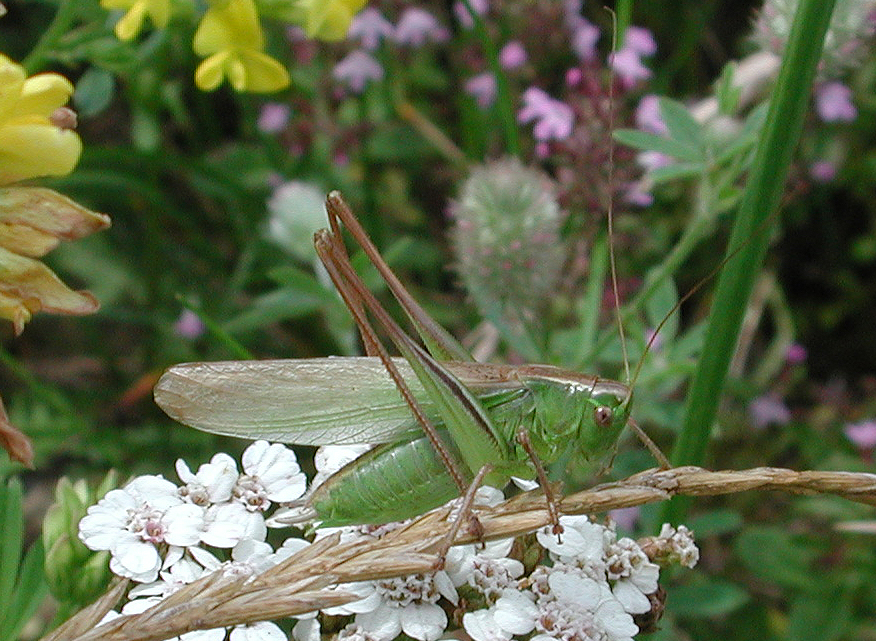
Zweifarbige Beißschrecke

### Libellen
Einerseits dient das offene Gelände den Libellen einfach nur als Jagdraum, andererseits entwickeln sich die Larven zahlreicher Arten in den Gewässern in und am Rande der Sanddünengebiete. Keine Art ist allerdings auf Sandflächen spezialisiert. Häufig anzutreffen sind die weit verbreitete Große Heidelibelle und die Große Pechlibelle.

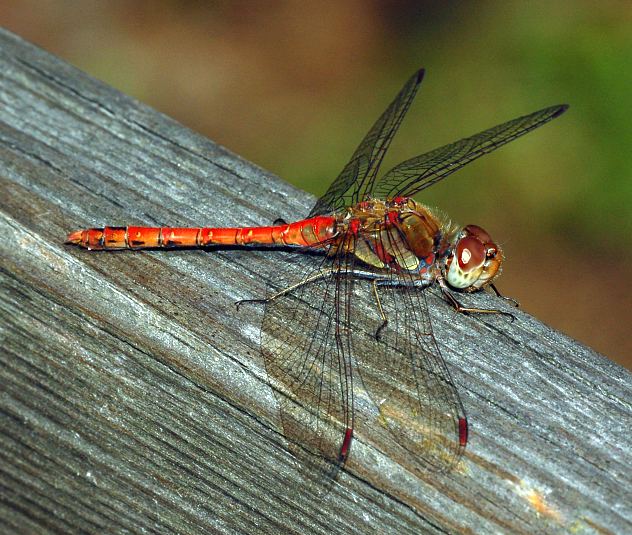
Große Heidelibelle
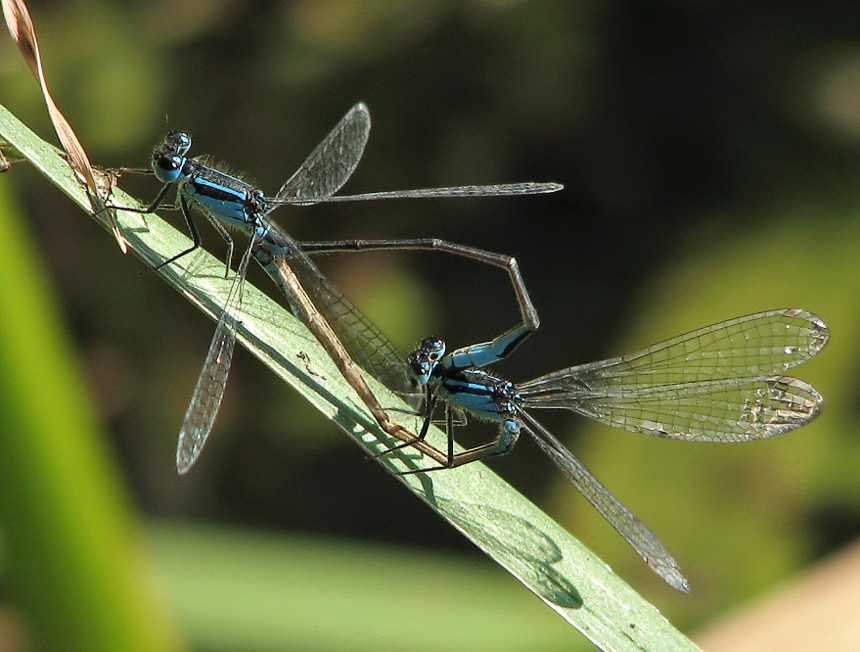
Große Pechlibelle

### Wanzen
Wie bei den Schmetterlingen finden sich unter den überwiegend pflanzensaugenden Wanzen sehr viele spezialisierte Arten. Als streng psammophil gelten die Breite Dünenwanze (Phimodera humeralis), Menaccarus arenicola und Pionosomus opacellus.

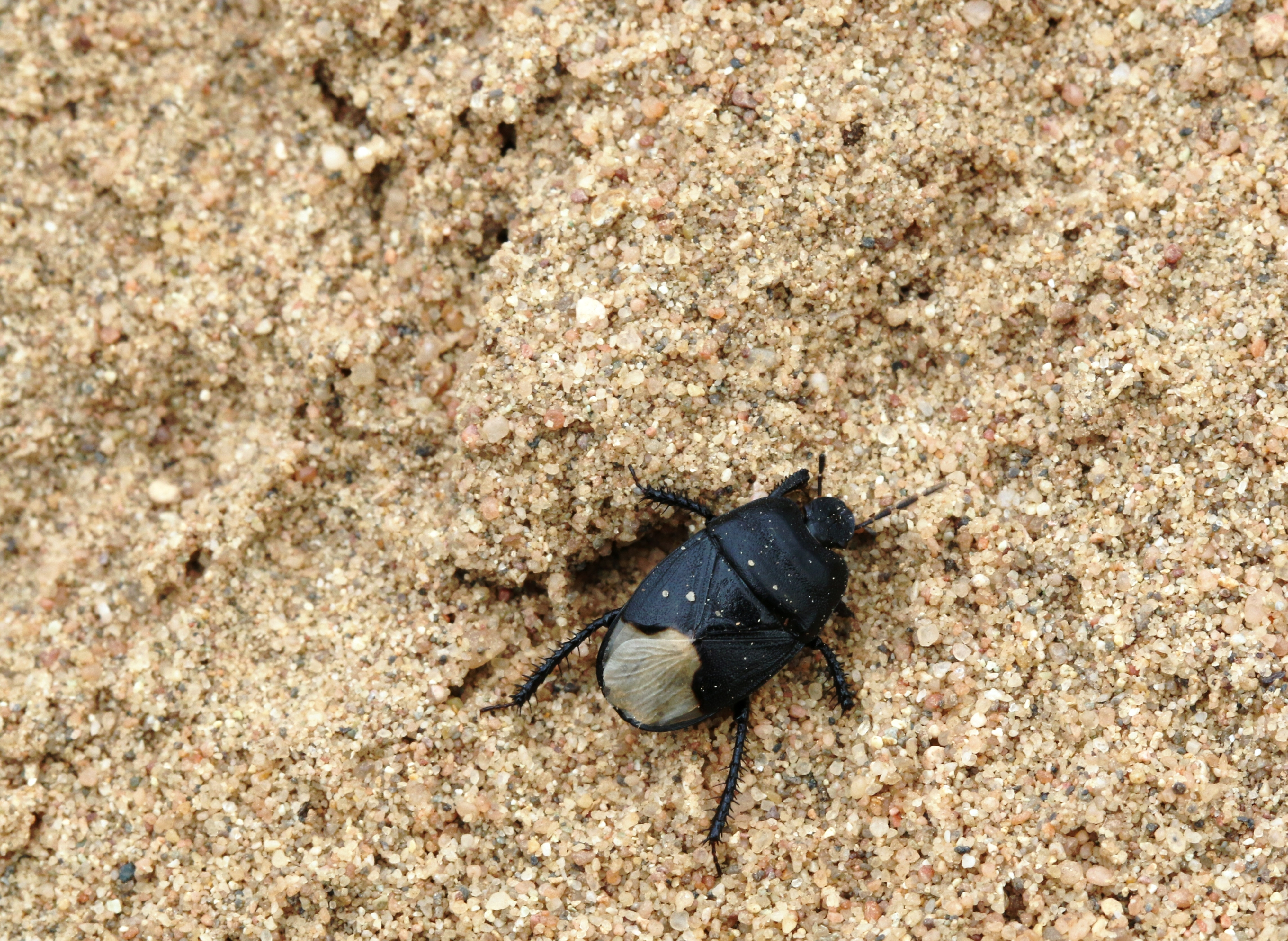
Sehirus luctuosus, Erdwanze auf Flugsand

### Netzflügler
In Mitteleuropa sind die Gemeine Ameisenjungfer (Myrmeleon formicarius) und die Geflecktflüglige Ameisenjungfer (Euroleon nostras) relativ häufig auf Sandflächen vorhanden. Ihre Larven sind auf diesen Lebensraum angewiesen. Regelmäßig kann man neben den Gruben die nächtlichen Suchspuren der Larven entdecken.

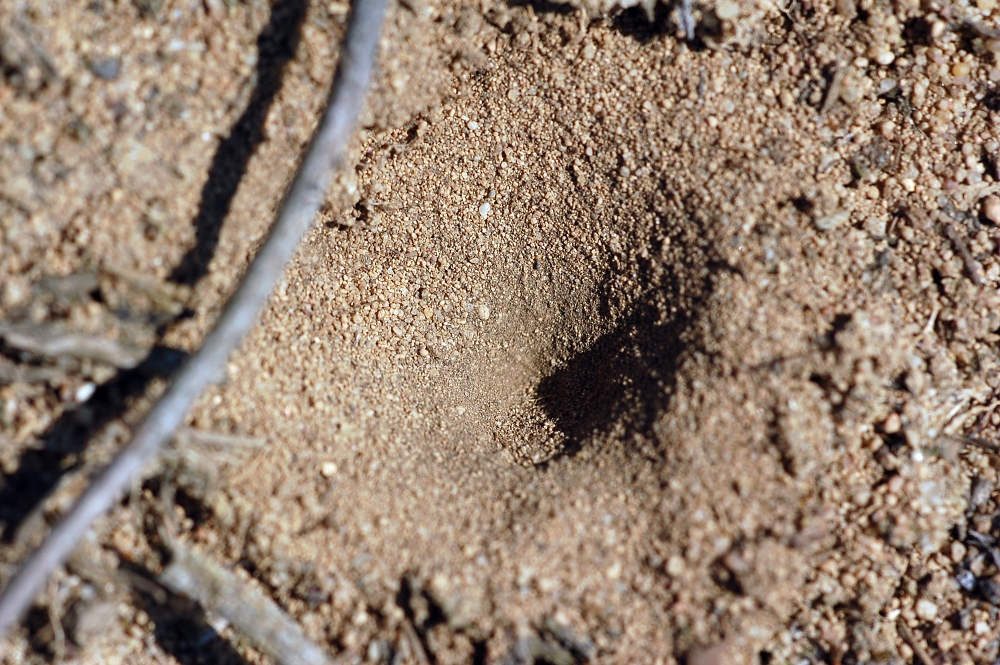
Grube
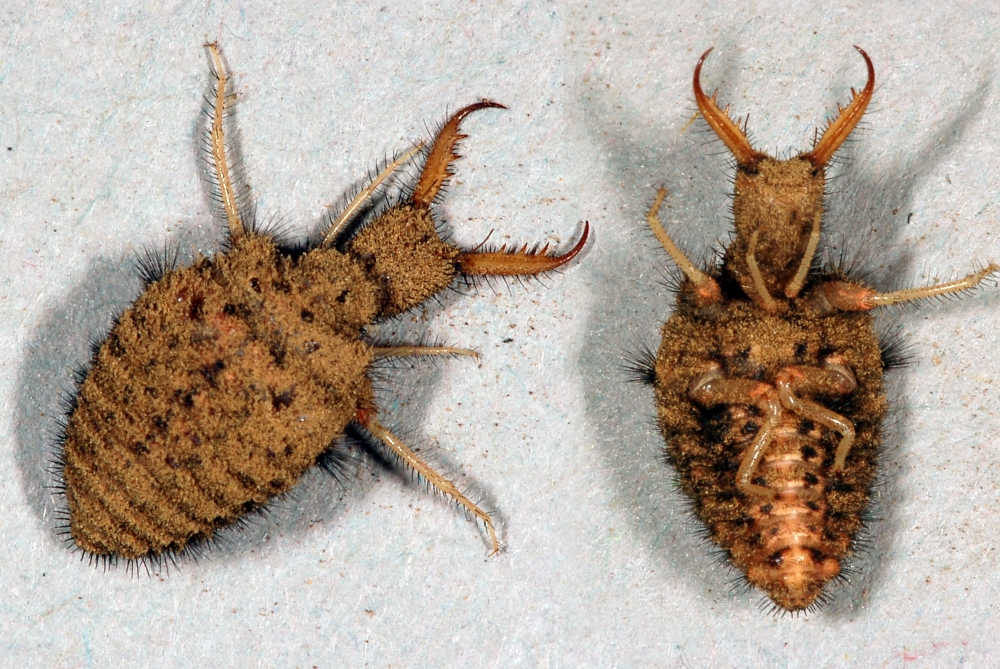
Larve
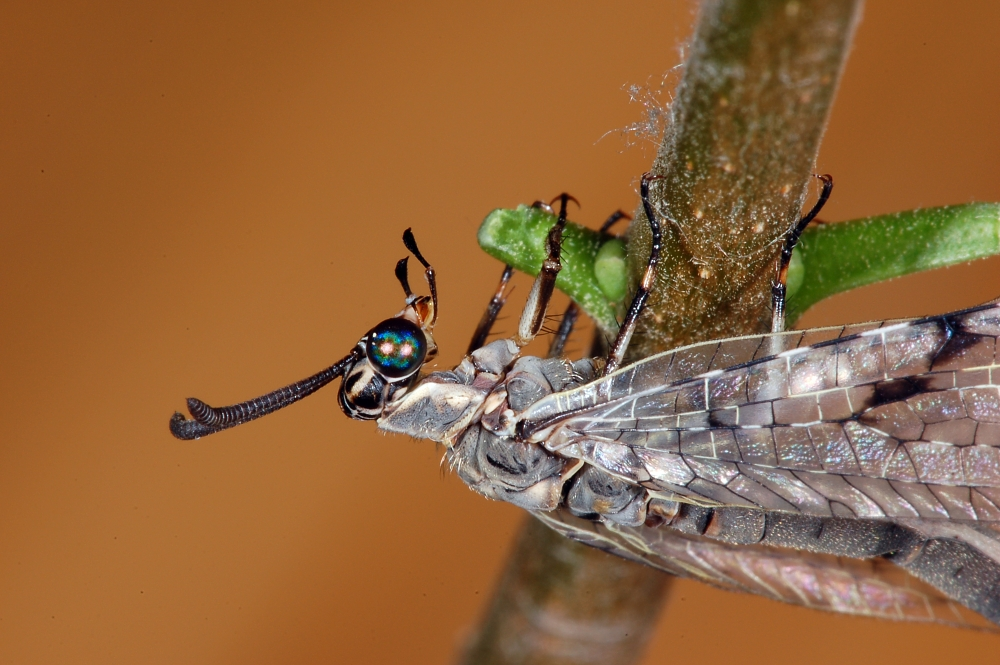
Imago

### Spinnen
Typische auf Sanddünen angepasste Spinnen sind Springspinnen, die üblicherweise keine Netze bauen und ihre Beute anspringen. Zu den in Sanddünengebieten vorkommenden Arten zählen die Springspinnen Yllenus arenarius, Phlegra fasciata, Aelurillus v-insignitus, die Kreuzspringspinne (Pellenes tripunctatus) und die Mauer-Zebraspringspinne (Salticus scenicus). Die Männchen der Roten Röhrenspinne (Eresus kollari) lassen sich besonders im Spätherbst auf offenen Dünen bei der Suche nach den Weibchen beobachten. Letztere werden seltener gefunden, da sie die Erdröhren nicht verlassen.
In sandigen Erdröhren verbergen sich die Wolfsspinnen Arctosa perita und Alopecosa fabrilis, zwischen niedriger Vegetation und dem Sandboden weben die Fettspinnen Steatoda albomaculata und Asagena phalerata ihre Netze, und an rauem Gras findet sich die Laufspinne Tibellus maritimus.
Insbesondere der höheren Temperaturen und der Trockenheit wegen leben hier auch die Feldwinkelspinne (Tegenaria agrestis), die Körbchenspinne (Agalenatea redii), die Labyrinthspinne (Agelena labyrinthica), Gibbaranea gibbosa und Phylloneta impressa. Am Rande offener Dünen lebt auch der Ammen-Dornfinger (Cheiracanthium punctorium).

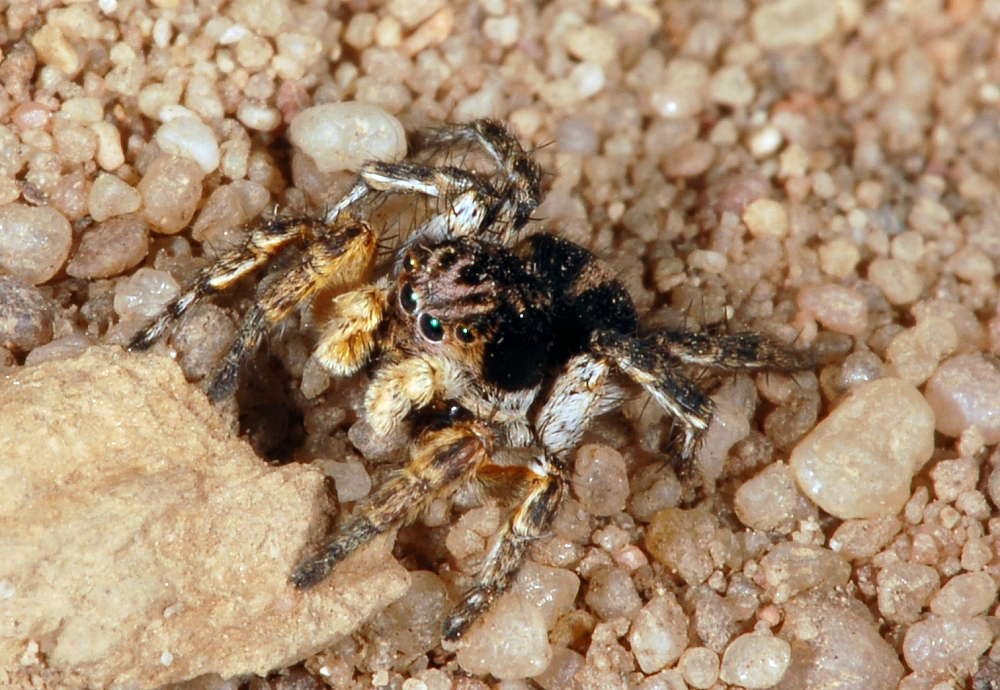
Aelurillus v-insignitus
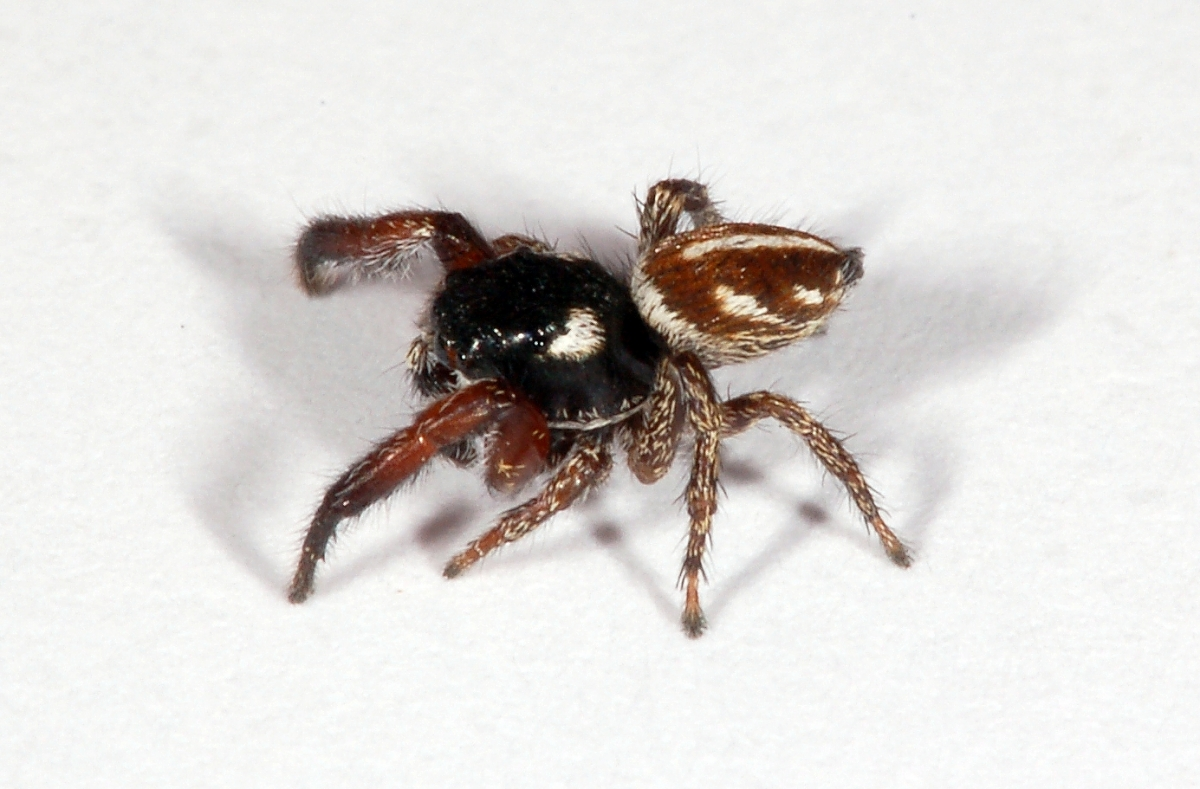
Pellenes nigrociliatus
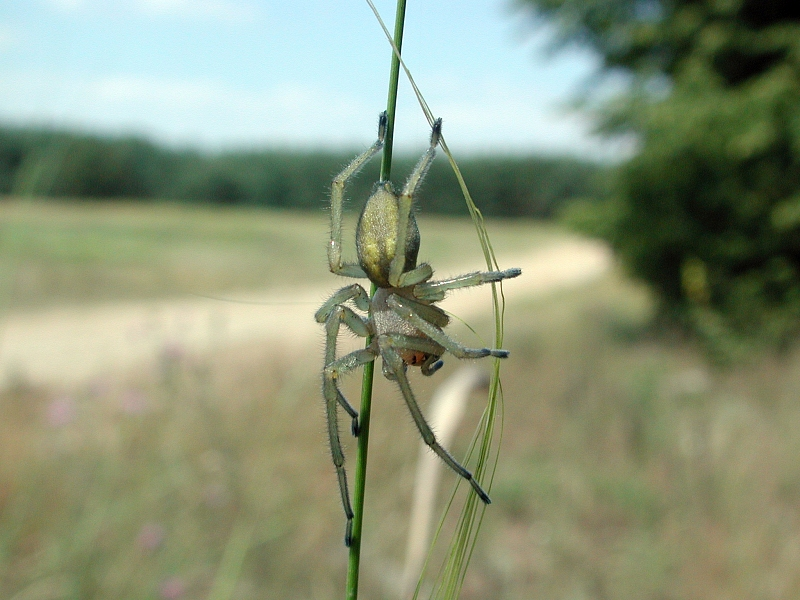
Dornfinger
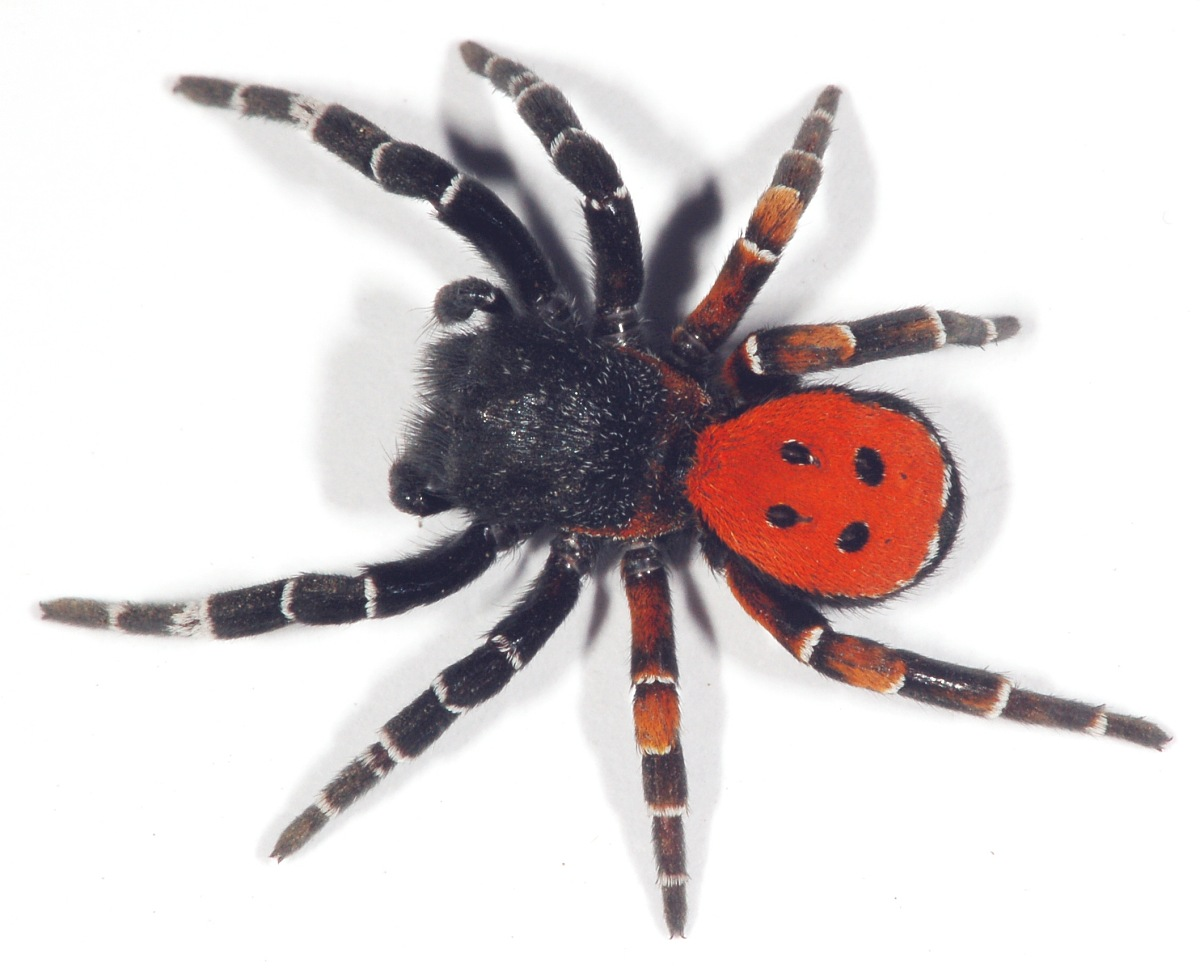
Röhrenspinne
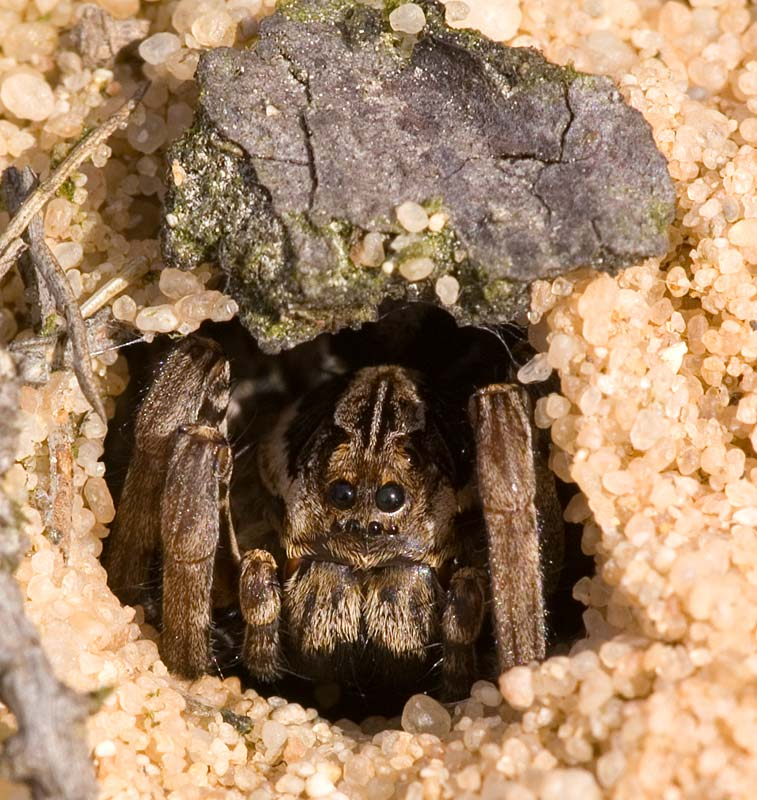
Alopecosa fabrilis

### Pflanzen

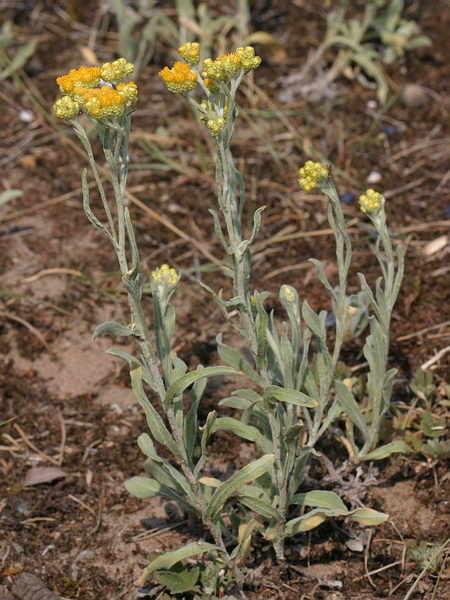
Sand-Strohblume (Helichrysum arenarium)
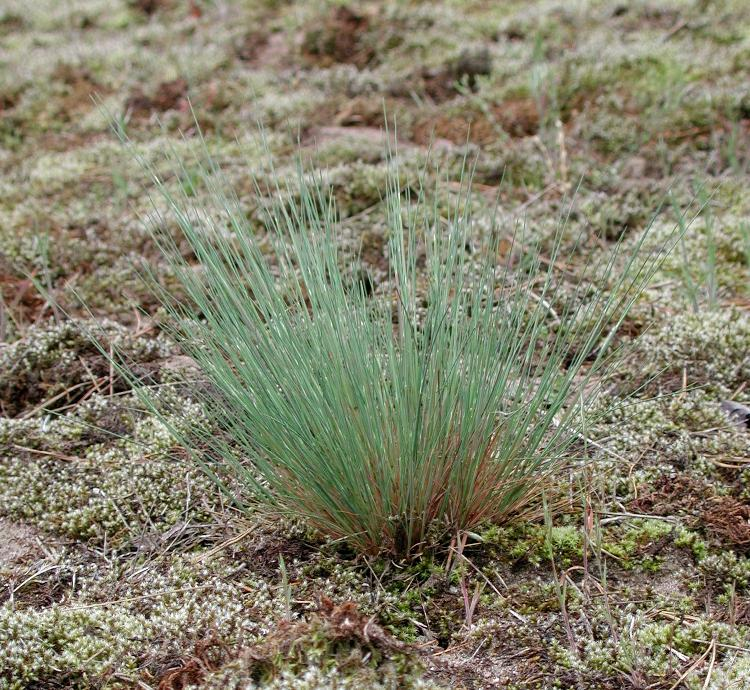
Silbergras (Corynephorus canescens), Pionierart der Sandrasengesellschaft
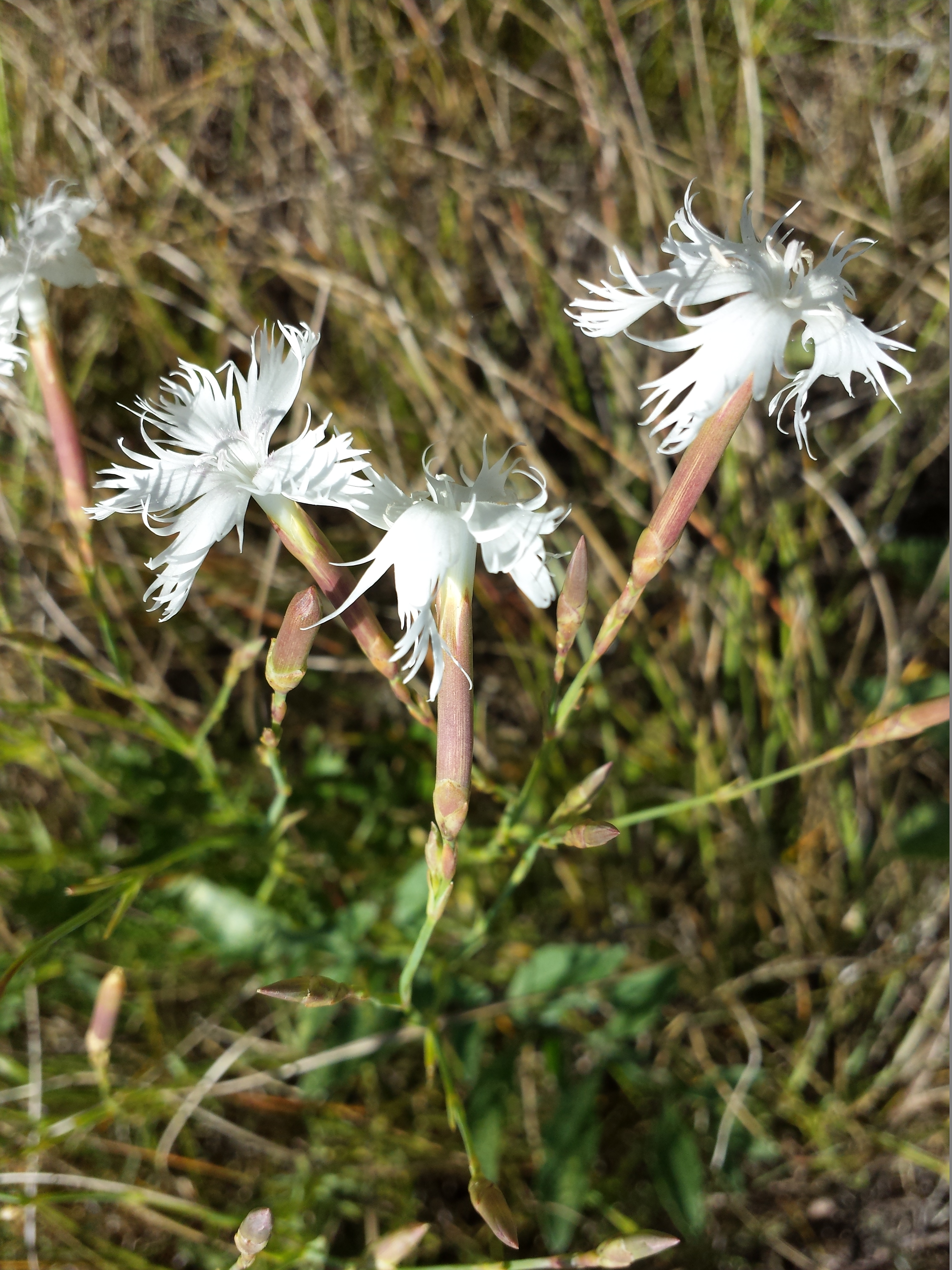
Spät-Nelke (Dianthus serotinus)
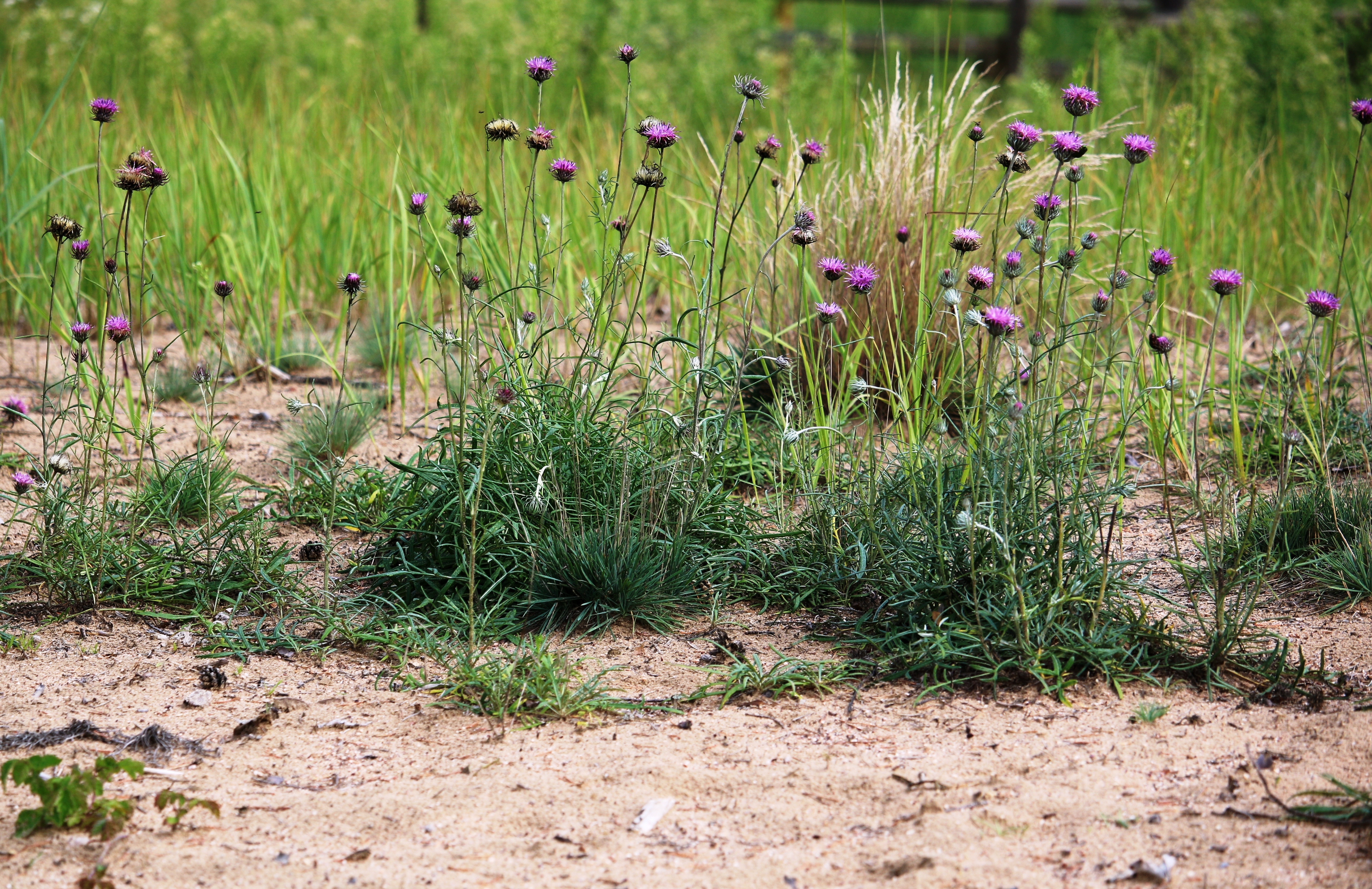
Sand-Silberscharte (Jurinea cyanoides), Rote Liste Art